# Điện ảnh năm 2021
Điện ảnh năm 2021 tổng quan về các sự kiện, bao gồm những bộ phim có doanh thu cao nhất, những buổi lễ trao giải và danh sách những bộ phim được phát hành vào năm 2021.

## Phim có doanh thu cao nhất
| Hạng | Tựa đề                               | Nhà phân phối       | Doanh thu toàn cầu |
| ---- | ------------------------------------ | ------------------- | ------------------ |
| 1    | Người Nhện: Không còn nhà            | Sony                | $1,892,020,052     |
| 2    | The Battle at Lake Changjin          | Huaxia Film         | $913,540,914       |
| 3    | Hi, Mom                              | Lian Ray            | $841,674,419       |
| 4    | Không phải lúc chết                  | MGM / Universal     | $774,153,007       |
| 5    | Fast & Furious 9: Huyền thoại tốc độ | Universal           | $726,229,501       |
| 6    | Thám tử phố Tàu 3                    | Wanda               | $706,084,069       |
| 7    | Venom: Đối mặt tử thù                | Sony                | $502,050,366       |
| 8    | Godzilla đại chiến Kong              | Warner Bros. / Toho | $468,216,094       |
| 9    | Shang-Chi và huyền thoại Thập Luân   | Disney              | $432,243,292       |
| 10   | Đấu trường âm nhạc 2                 | Universal           | $403,767,000       |

### Kỷ lục doanh thu 2021
- Avatar tiếp tục xác lập kỷ lục bộ phim có doanh thu cao nhất mọi thời đại sau khi cán mốc 2.8 tỉ USD nhờ bản tái phát hành tại Trung Quốc.[4]
- Bộ anime điện ảnh Nhật Bản Thanh gươm diệt quỷ: Chuyến tàu vô tận (2020) phát hành tại Bắc Mỹ vào tháng 4 năm 2021, với tổng doanh thu mở màn cuối tuần là 19,5 triệu đô la Mỹ đã biến đây trở thành bộ phim nói tiếng nước ngoài mở màn thành công nhất tại khu vực.[5][Còn mơ hồ  – thảo luận]
- Vũ trụ Điện ảnh Marvel trở thành thương hiệu điện ảnh ăn khách nhất mọi thời đại khi thu về 23 tỉ USD, sau khi hai phần phim Góa phụ đen và Shang-Chi và huyền thoại Thập Luân được phát hành.

## Phim năm 2021

### Tháng 1 - Tháng 3
| Phát hành       | Phát hành | Tựa đề                                      | Hãng phim                                                                           | Đoàn làm phim | Thể loại                       |
| --------------- | --------- | ------------------------------------------- | ----------------------------------------------------------------------------------- | --- | ------------------------------ |
| J A N U A R Y   | 1         | Shadow in the Cloud                         | Vertical Entertainment                                                              | Roseanne Liang (director/screenplay); Max Landis (screenplay); Chloë Grace Moretz, Taylor John Smith, Beulah Koale, Callan Mulvey, Nick Robinson                                                                                               | Hành động, kinh dị             |
| J A N U A R Y   | 13        | The White Tiger                             | Netflix                                                                             | Ramin Bahrani (director/screenplay); Adarsh Gourav, Rajkummar Rao, Priyanka Chopra Jonas | Chính kịch                     |
| J A N U A R Y   | 14        | Locked Down                                 | HBO Max / Warner Bros. Pictures                                                     | Doug Liman (director); Steven Knight (screenplay); Anne Hathaway, Chiwetel Ejiofor, Stephen Merchant, Mindy Kaling, Lucy Boynton, Dulé Hill, Jazmyn Simon, Mark Gatiss, Claes Bang, Ben Stiller, Ben Kingsley                                  | Chính kịch, lãng mạn           |
| J A N U A R Y   | 15        | The Dig                                     | Netflix / Clerkenwell Films                                                         | Simon Stone (director); Moira Buffini (screenplay); Carey Mulligan, Ralph Fiennes, Lily James, Johnny Flynn, Ben Chaplin, Ken Stott, Archie Barnes, Monica Dolan                                                                               | Chính kịch                     |
| J A N U A R Y   | 15        | Outside the Wire                            | Netflix                                                                             | Mikael Håfström (director); Rob Yescombe, Rowan Athale (screenplay); Anthony Mackie, Damson Idris, Emily Beecham, Michael Kelly, Pilou Asbæk                                                                                                   | Hành động, khoa học viễn tưởng |
| J A N U A R Y   | 15        | Tay xạ thủ                                  | Open Road Films                                                                     | Robert Lorenz (director/screenpaly); Chris Charles, Danny Kravitz (screenplay); Liam Neeson, Katheryn Winnick, Juan Pablo Raba, Teresa Ruiz | Hành động, giật gân            |
| J A N U A R Y   | 15        | American Skin                               | Vertical Entertainment                                                              | Nate Parker (director/screenplay); Nate Parker, Omari Hardwick, Theo Rossi, Shane Paul McGhie, Milauna Jackson, Beau Knapp | Chính kịch                     |
| J A N U A R Y   | 15        | Don't Tell a Soul                           | Lionsgate / Saban Films                                                             | Alex McAulay (director/screenplay); Jack Dylan Grazer, Fionn Whitehead, Rainn Wilson, Mena Suvari | Giật gân                       |
| J A N U A R Y   | 22        | Our Friend                                  | Gravitas Ventures / Black Bear Pictures                                             | Gabriela Cowperthwaite (director); Brad Ingelsby (screenplay); Jason Segel, Dakota Johnson, Casey Affleck, Gwendoline Christie, Cherry Jones                                                                                                   | Hài, chính kịch                |
| J A N U A R Y   | 22        | No Man's Land                               | IFC Films                                                                           | Conor Allyn (director); Jake Allyn, David Barraza (screenplay); Jake Allyn, Frank Grillo, Jorge A. Jiménez, Andie MacDowell, George Lopez | Viễn Tây                       |
| J A N U A R Y   | 22        | Born a Champion                             | Lionsgate                                                                           | Alex Ranarivelo (director/screenplay); Sean Patrick Flanery (screenplay); Sean Patrick Flanery, Dennis Quaid, Katrina Bowden | Chính kịch                     |
| J A N U A R Y   | 26        | Wrong Turn                                  | Saban Films / Constantin Film                                                       | Mike P. Nelson (director); Alan B. McElroy (screenplay); Charlotte Vega, Adain Bradley, Bill Sage, Emma Dumont, Dylan McTee, Daisy Head, Matthew Modine                                                                                        | Kinh dị                        |
| J A N U A R Y   | 27        | Penguin Bloom                               | Netflix / Roadshow Films                                                            | Glenda Ivin (director); Shaun Grant, Harry Cripps (screenplay); Naomi Watts, Andrew Lincoln, Jacki Weaver, Rachel House | [ 16 ]                         |
| J A N U A R Y   | 29        | The Little Things                           | Warner Bros. Pictures / Gran Via Productions / HBO Max                              | John Lee Hancock (director/screenplay); Denzel Washington, Rami Malek, Jared Leto, Chris Bauer, Michael Hyatt, Terry Kinney, Natalie Morales                                                                                                   | [ 17 ]                         |
| J A N U A R Y   | 29        | Finding 'Ohana                              | Netflix                                                                             | Jude Weng (director); Christina Strain (screenplay); Kea Peahu, Alex Aiono, Lindsay Watson, Owen Vaccaro, Kelly Hu, Branscombe Richmond, Chris Parnell, Marc Evan Jackson                                                                      | [ 18 ]                         |
| J A N U A R Y   | 29        | Nomadland                                   | Searchlight Pictures / Hulu                                                         | Chloé Zhao (director/screenplay); Frances McDormand, David Strathairn, Linda May, Charlene Swankie, Bob Wells | [ 19 ]                         |
| J A N U A R Y   | 29        | Malcolm & Marie                             | Netflix                                                                             | Sam Levinson (director/screenplay); Zendaya, John David Washington | [ 20 ]                         |
| J A N U A R Y   | 29        | Palmer                                      | Apple TV+                                                                           | Fisher Stevens (director) Cheryl Guerriero (screenplay); Justin Timberlake, Juno Temple, Alisha Wainwright, June Squibb, Ryder Allen |                                |
| F E B R U A R Y | 5         | Falling                                     | Quiver Distribution                                                                 | Viggo Mortensen (director/screenplay); Viggo Mortensen, Lance Henriksen, Terry Chen, Sverrir Gudnason, Hannah Gross, Laura Linney | [ 21 ]                         |
| F E B R U A R Y | 5         | Bliss                                       | Amazon Studios                                                                      | Mike Cahill (director/screenplay); Owen Wilson, Salma Hayek |                                |
| F E B R U A R Y | 5         | Little Fish                                 | IFC Films / Black Bear Pictures                                                     | Chad Hartigan (director); Mattson Tomlin (screenplay); Olivia Cooke, Jack O'Connell, Raúl Castillo, Soko | [ 22 ]                         |
| F E B R U A R Y | 5         | Son of the South                            | Vertical Entertainment                                                              | Barry Alexander Brown (director/screenplay); Lucas Till, Lucy Hale, Cedric the Entertainer, Brian Dennehy |                                |
| F E B R U A R Y | 5         | PVT Chat                                    | Dark Star Pictures                                                                  | Ben Hozie (director/screenplay); Julia Fox, Nikki Belfiglio, Austin Brown, Peter Vack | [ 23 ]                         |
| F E B R U A R Y | 10        | Music                                       | Vertical Entertainment                                                              | Sia (director/screenplay); Dallas Clayton (screenplay); Kate Hudson, Leslie Odom Jr., Maddie Ziegler | [ 24 ]                         |
| F E B R U A R Y | 12        | Judas and the Black Messiah                 | Warner Bros. Pictures / Participant / Bron Creative / HBO Max                       | Shaka King (director/screenplay); Will Berson (screenplay); Daniel Kaluuya, Lakeith Stanfield, Jesse Plemons, Dominique Fishback, Ashton Sanders, Darrell Britt-Gibson, Lil Rel Howery, Algee Smith, Dominique Thorne, Martin Sheen            | [ 25 ]                         |
| F E B R U A R Y | 12        | The Mauritanian                             | STXfilms / Topic Studios / BBC Film                                                 | Kevin Macdonald (director); M.B. Traven, Rory Haines, Sohrab Noshirvani (screenplay); Jodie Foster, Tahar Rahim, Shailene Woodley, Zachary Levi, Benedict Cumberbatch                                                                          |                                |
| F E B R U A R Y | 12        | Breaking News in Yuba County                | American International Pictures / AGC Studios / Nine Stories Productions            | Tate Taylor (director); Amanda Idoko (screenplay); Allison Janney, Mila Kunis, Awkwafina, Regina Hall, Wanda Sykes, Juliette Lewis, Samira Wiley, Matthew Modine, Ellen Barkin                                                                 |                                |
| F E B R U A R Y | 12        | Barb and Star Go to Vista Del Mar           | Lionsgate / Gloria Sanchez Productions                                              | Josh Greenbaum (director); Annie Mumolo, Kristen Wiig (screenplay); Kristen Wiig, Annie Mumolo, Jamie Dornan, Wendi McLendon-Covey, Damon Wayans Jr.                                                                                           | [ 26 ]                         |
| F E B R U A R Y | 12        | Khát vọng đổi đời                           | A24 / Plan B Entertainment                                                          | Lee Isaac Chung (director/screenplay); Steven Yeun, Han Ye-ri, Alan Kim, Noel Kate Cho, Scott Haze, Youn Yuh-jung, Will Patton | [ 27 ]                         |
| F E B R U A R Y | 12        | To All the Boys: Always and Forever         | Netflix                                                                             | Michael Fimognari (director); Katie Lovejoy (screenplay); Lana Condor, Noah Centineo, Jordan Fisher, Holland Taylor, Sarayu Blue, John Corbett                                                                                                 | [ 28 ]                         |
| F E B R U A R Y | 12        | The World to Come                           | Bleecker Street / Ingenious Media                                                   | Mona Fastvold (director); Ron Hansen, Jim Shepard (screenplay); Katherine Waterston, Vanessa Kirby, Christopher Abbott, Casey Affleck |                                |
| F E B R U A R Y | 12        | French Exit                                 | Sony Pictures Classics                                                              | Azazel Jacobs (director); Patrick deWitt (screenplay); Michelle Pfeiffer, Lucas Hedges, Tracy Letts, Danielle Macdonald, Imogen Poots | [ 29 ]                         |
| F E B R U A R Y | 12        | Land                                        | Focus Features / Big Beach                                                          | Robin Wright (director); Jesse Chatham, Erin Dignam (screenplay); Robin Wright, Demián Bichir, Kim Dickens | [ 30 ]                         |
| F E B R U A R Y | 12        | Willy's Wonderland                          | Screen Media Films                                                                  | Kevin Lewis (director); G.O. Parsons (screenplay); Nicolas Cage, Emily Tosta, Ric Reitz, Beth Grant |                                |
| F E B R U A R Y | 12        | The Map of Tiny Perfect Things              | Amazon Studios                                                                      | Ian Samuels (director); Lev Grossman (screenplay); Kathryn Newton, Kyle Allen, Al Madrigal | [ 31 ]                         |
| F E B R U A R Y | 12        | Fear of Rain                                | Lionsgate                                                                           | Castille Landon (director/screenplay); Katherine Heigl, Madison Iseman, Israel Broussard, Harry Connick Jr. |                                |
| F E B R U A R Y | 19        | I Care a Lot                                | Netflix / Amazon Studios / STXfilms / Black Bear Pictures                           | J Blakeson (director/screenplay); Rosamund Pike, Peter Dinklage, Eiza González, Chris Messina, Dianne Wiest, Isiah Whitlock Jr. | [ 32 ]                         |
| F E B R U A R Y | 19        | Flora & Ulysses                             | Walt Disney Pictures / Disney+                                                      | Lena Khan (director); Brad Copeland (screenplay); Matilda Lawler, Alyson Hannigan, Ben Schwartz, Anna Deveare Smith, Danny Pudi, Benjamin Evan Ainsworth, Janeane Garofalo, Kate Micucci                                                       | [ 33 ]                         |
| F E B R U A R Y | 19        | Silk Road                                   | Lionsgate                                                                           | Tiller Russell (director/screenplay); Jason Clarke, Nick Robinson, Katie Aselton, Jimmi Simpson, Daniel David Stewart, Darrell Britt-Gibson, Lexi Rabe, Will Ropp, Paul Walter Hauser, Alexandra Shipp                                         | [ 34 ]                         |
| F E B R U A R Y | 26        | Tom & Jerry: Quậy tung New York             | Warner Bros. Pictures / Warner Animation Group / HBO Max                            | Tim Story (director); Kevin Costello (screenplay); Chloë Grace Moretz, Michael Peña, Colin Jost, Rob Delaney, Pallavi Sharda, Jordan Bolger, Patsy Ferran, Nicky Jam, Bobby Cannavale, Lil Rel Howery, Ken Jeong                               | [ 35 ]                         |
| F E B R U A R Y | 26        | The United States vs. Billie Holiday        | Hulu / Roth/Kirschenbaum Films                                                      | Lee Daniels (director); Suzan-Lori Parks (screenplay); Andra Day, Trevante Rhodes, Garrett Hedlund, Leslie Jordan, Miss Lawrence, Adriane Lenox, Natasha Lyonne, Rob Morgan, Da'Vine Joy Randolph, Evan Ross, Tyler James Williams             | [ 36 ]                         |
| F E B R U A R Y | 26        | Cherry                                      | Apple TV+ / AGBO                                                                    | Anthony and Joe Russo (directors); Angela Russo-Otstot, Jessica Goldberg (screenplay); Tom Holland, Ciara Bravo, Jack Reynor, Michael Rispoli, Jeff Wahlberg                                                                                   | [ 37 ]                         |
| F E B R U A R Y | 26        | Crisis                                      | Quiver Distribution                                                                 | Nicholas Jarecki (director/screenplay); Gary Oldman, Armie Hammer, Evangeline Lilly, Greg Kinnear, Michelle Rodriguez, Luke Evans, Lily-Rose Depp, Scott Mescudi, Martin Donovan                                                               | [ 38 ]                         |
| F E B R U A R Y | 26        | Billie Eilish: Thế giới mơ hồ               | Neon / Apple TV+                                                                    | R. J. Cutler (director/screenplay); Billie Eilish, Finneas O'Connell, Maggie Baird, Patrick O'Connell | Phim tài liệu                  |
| F E B R U A R Y | 26        | The Vigil                                   | IFC Midnight / Blumhouse Productions                                                | Keith Thomas (director/screenplay); Dave Davis, Menashe Lustig, Malky Goldman, Fred Melamed, Lynn Cohen | [ 40 ]                         |
| M A R C H       | 3         | Moxie                                       | Netflix                                                                             | Amy Poehler (director); Tamara Chestna, Dylan Meyer (screenplay); Hadley Robinson, Lauren Tsai, Patrick Schwarzenegger, Hico Hiraga, Sydney Park, Josephine Langford, Clark Gregg, Ike Barinholtz, Amy Poehler, Marcia Gay Harden              |                                |
| M A R C H       | 4         | Coming 2 America                            | Amazon Studios / Paramount Pictures                                                 | Craig Brewer (director); Kenya Barris, Barry W. Blaustein, David Sheffield (screenplay); Eddie Murphy, Arsenio Hall, Jermaine Fowler, Leslie Jones, Tracy Morgan, KiKi Layne, Shari Headley, Teyana Taylor, Wesley Snipes, James Earl Jones    | [ 41 ]                         |
| M A R C H       | 4         | SpongeBob: Bọt biển đào tẩu                 | Paramount+ / Paramount Animation / Nickelodeon Movies / MRC                         | Tim Hill (director/screenplay); Tom Kenny, Awkwafina, Matt Berry, Snoop Dogg, Bill Fagerbakke, Clancy Brown, Tiffany Haddish, Carolyn Lawrence, Mr. Lawrence, Keanu Reeves, Danny Trejo, Reggie Watts                                          | [ 42 ]                         |
| M A R C H       | 5         | Raya và rồng thần cuối cùng                 | Walt Disney Pictures / Walt Disney Animation Studios / Disney+                      | Don Hall, Carlos López Estrada (directors); Qui Nguyen, Adele Lim (screenplay); Kelly Marie Tran, Awkwafina, Izaac Wang, Gemma Chan, Daniel Dae Kim, Benedict Wong, Sandra Oh, Thalia Tran, Lucille Soong, Alan Tudyk                          | [ 43 ]                         |
| M A R C H       | 5         | Chaos Walking                               | Lionsgate / Bron Creative / 3 Arts Entertainment                                    | Doug Liman (director); Patrick Ness, Christopher Ford (screenplay); Daisy Ridley, Tom Holland, Mads Mikkelsen, Demián Bichir, Cynthia Erivo, Nick Jonas, Ray McKinnon, Kurt Sutter, David Oyelowo                                              | [ 44 ]                         |
| M A R C H       | 5         | Boss Level                                  | Hulu / Ingenious Media                                                              | Joe Carnahan (director/screenplay); Chris Borey, Eddie Borey (screenplay); Frank Grillo, Mel Gibson, Naomi Watts, Annabelle Wallis, Ken Jeong, Will Sasso, Selina Lo, Meadow Williams, Michelle Yeoh                                           | [ 45 ]                         |
| M A R C H       | 5         | Boogie                                      | Focus Features                                                                      | Eddie Huang (director/screenplay); Taylor Takahashi, Taylour Paige, Jorge Lendeborg Jr., Bashar "Pop Smoke" Jackson | [ 46 ]                         |
| M A R C H       | 12        | Yes Day                                     | Netflix                                                                             | Miguel Arteta (director); Justin Malen (screenplay); Jennifer Garner, Édgar Ramírez, Jenna Ortega | [ 47 ]                         |
| M A R C H       | 12        | Long Weekend                                | Stage 6 Films                                                                       | Steve Basilone (director/screenplay); Finn Wittrock, Zoë Chao, Casey Wilson, Jim Rash, Damon Wayans Jr. | [ 48 ]                         |
| M A R C H       | 12        | Cosmic Sin                                  | Saban Films                                                                         | Edward Drake (director/screenplay); Corey Large (screenplay); Bruce Willis, Frank Grillo, Brandon Thomas Lee, C.J. Perry |                                |
| M A R C H       | 12        | Trust                                       | Vertical Entertainment                                                              | Brian DeCubellis (director/screenplay); Kristen Lazarian, K.S. Bruce (screenplay); Victoria Justice, Matthew Daddario, Katherine McNamara, Lucien Laviscount, Ronny Chieng, Lindsey Broad                                                      | [ 49 ]                         |
| M A R C H       | 18        | Liên minh Công lý phiên bản của Zack Snyder | HBO Max / Warner Bros. Pictures / DC Films / Atlas Entertainment / The Stone Quarry | Zack Snyder (director); Chris Terrio (screenplay); Ben Affleck, Henry Cavill, Amy Adams, Gal Gadot, Ray Fisher, Jason Momoa, Ezra Miller, Willem Dafoe, Jesse Eisenberg, Jeremy Irons, Diane Lane, Connie Nielsen, J. K. Simmons, Ciarán Hinds | [ 50 ]                         |
| M A R C H       | 19        | The Courier                                 | Roadside Attractions / FilmNation Entertainment                                     | Dominic Cooke (director); Tom O'Connor (screenplay); Benedict Cumberbatch, Merab Ninidze, Rachel Brosnahan, Jessie Buckley, Angus Wright | [ 51 ]                         |
| M A R C H       | 19        | Happily                                     | Saban Films                                                                         | BenDavid Grabinski (director/screenplay); Joel McHale, Kerry Bishé, Stephen Root | [ 52 ]                         |
| M A R C H       | 26        | Kẻ vô danh                                  | Universal Pictures / Perfect World Pictures / 87North Productions                   | Ilya Naishuller (director); Derek Kolstad (screenplay); Bob Odenkirk, Connie Nielsen, Aleksei Serebryakov, RZA, Michael Ironside, Colin Salmon, Christopher Lloyd                                                                              | [ 53 ]                         |
| M A R C H       | 26        | Bad Trip                                    | Netflix / Orion Pictures                                                            | Kitao Sakurai (director/screenplay); Dan Curry, Eric André (screenplay); Eric André, Lil Rel Howery, Tiffany Haddish |                                |
| M A R C H       | 26        | The Seventh Day                             | Vertical Entertainment / Voltage Pictures                                           | Justin P. Lange (director/screenplay); Guy Pearce, Vadhir Derbez, Stephen Lang, Keith David, Robin Bartlett | [ 54 ]                         |
| M A R C H       | 26        | Senior Moment                               | Screen Media Films                                                                  | Giorgio Serafini (director); Kurt Brungardt, Christopher Momenee (screenplay); William Shatner, Jean Smart, Christopher Lloyd | [ 55 ]                         |
| M A R C H       | 31        | Godzilla vs. Kong                           | Warner Bros. Pictures / Legendary Entertainment / HBO Max                           | Adam Wingard (director); Eric Pearson, Max Borenstein (screenplay); Alexander Skarsgård, Millie Bobby Brown, Rebecca Hall, Brian Tyree Henry, Shun Oguri, Eiza González, Julian Dennison, Lance Reddick, Kyle Chandler, Demián Bichir          | [ 56 ]                         |

### Tháng tư - Tháng sáu
| Opening   | Opening | Title                                             | Production company                                                             | Cast and crew | Ref.    |
| --------- | ------- | ------------------------------------------------- | ------------------------------------------------------------------------------ | --- | ------- |
| A P R I L | 2       | Concrete Cowboy                                   | Netflix                                                                        | Ricky Staub (director/screenplay); Dan Walser (screenplay); Idris Elba, Caleb McLaughlin, Jharrel Jerome, Byron Bowers, Lorraine Toussaint, Clifford "Method Man" Smith                                                                                                 | [ 57 ]  |
| A P R I L | 2       | Ấn quỷ                                            | Screen Gems / Ghost House Pictures                                             | Evan Spiliotopoulos (director/screenplay); Jeffrey Dean Morgan, Katie Aselton, William Sadler, Cricket Brown, Diogo Morgado, Cary Elwes | [ 58 ]  |
| A P R I L | 2       | Every Breath You Take                             | Vertical Entertainment                                                         | Vaughn Stein (director); David Murray (screenplay); Casey Affleck, Sam Claflin, Veronica Ferres, India Eisley, Michelle Monaghan | [ 59 ]  |
| A P R I L | 2       | Shiva Baby                                        | Utopia                                                                         | Emma Seligman (director/screenplay); Rachel Sennott, Molly Gordon, Polly Draper, Danny Deferrari, Fred Melamed, Dianna Agron |         |
| A P R I L | 2       | The Girl Who Believes in Miracles                 | Atlas Distribution Company                                                     | Richard Correll (director/screenplay); G.M. Mercier (screenplay); Mira Sorvino, Austyn Johnson, Kevin Sorbo, Peter Coyote |         |
| A P R I L | 2       | The Believer                                      | Freestyle Releasing                                                            | Shan Serafin (director/screenplay); Aidan Bristow, Sophie Kargman, Susan Wilder, Lindsay Ginter, Robbie Goldstein, Billy Zane | [ 60 ]  |
| A P R I L | 6       | Dawn of the Beast                                 | Uncork'd Entertainment                                                         | Bruce Wemple (director); Anna Shields (screenplay); Francesca Anderson, Adrián Burke, Chris Cimperman, Ariella Mastroianni, Roger Mayer | [ 61 ]  |
| A P R I L | 9       | Voyagers                                          | Lionsgate / AGC Studios / Thunder Road Films / Ingenious Media                 | Neil Burger (director/screenplay); Tye Sheridan, Lily-Rose Depp, Fionn Whitehead, Colin Farrell, Chanté Adams, Isaac Hempstead Wright, Viveik Kalra, Archie Madekwe, Quintessa Swindell                                                                                 | [ 62 ]  |
| A P R I L | 9       | Thunder Force                                     | Netflix                                                                        | Ben Falcone (director/screenplay); Melissa McCarthy, Octavia Spencer, Bobby Cannavale, Pom Klementieff, Taylor Mosby, Melissa Leo, Jason Bateman |         |
| A P R I L | 16      | Arlo the Alligator Boy                            | Netflix / Titmouse, Inc.                                                       | Ryan Crego (director); Ryan Crego, Clay Senechal (screenplay); Michael J. Woodard, Mary Lambert, Haley Tju, Jonathan Van Ness, Brett Gelman, Tony Hale, Annie Potts, Flea, Jennifer Coolidge, Vincent Rodriguez III                                                     |         |
| A P R I L | 16      | Monday                                            | IFC Films                                                                      | Argyris Papadimitropoulos (director/screenplay); Rob Hayes (screenplay); Sebastian Stan, Denise Gough, Yorgos Pirpassopoulos, Dominique Tipper | [ 63 ]  |
| A P R I L | 16      | In the Earth                                      | Neon                                                                           | Ben Wheatley (director/screenplay); Joel Fry, Reece Shearsmith, Hayley Squires, Ellora Torchia, John Hollingworth, Mark Monero |         |
| A P R I L | 22      | Stowaway                                          | Netflix / XYZ Films                                                            | Joe Penna (director/screenplay); Ryan Morrison (screenplay); Anna Kendrick, Daniel Dae Kim, Shamier Anderson, Toni Collette | [ 64 ]  |
| A P R I L | 23      | Mortal Kombat: Cuộc chiến sinh tử                 | Warner Bros. Pictures / New Line Cinema / Atomic Monster Productions / HBO Max | Simon McQuoid (director); Greg Russo, David Callaham (screenplay); Lewis Tan, Jessica McNamee, Josh Lawson, Tadanobu Asano, Mehcad Brooks, Ludi Lin, Chin Han, Joe Taslim, Hiroyuki Sanada                                                                              | [ 65 ]  |
| A P R I L | 23      | The Mitchells vs. the Machines                    | Netflix / Columbia Pictures / Sony Pictures Animation                          | Mike Rianda (director/screenplay); Jeff Rowe (co-director/screenplay); Abbi Jacobson, Danny McBride, Maya Rudolph, Mike Rianda, Olivia Colman, Eric Andre, Fred Armisen, Beck Bennett, John Legend, Chrissy Teigen, Blake Griffin, Conan O'Brien                        | [ 66 ]  |
| A P R I L | 23      | Vanquish                                          | Lionsgate                                                                      | George Gallo (director); Samuel Bartlett (screenplay); Ruby Rose, Morgan Freeman | [ 67 ]  |
| A P R I L | 23      | Together Together                                 | Bleecker Street                                                                | Nikole Beckwith (director/screenplay); Ed Helms, Patti Harrison, Tig Notaro | [ 68 ]  |
| A P R I L | 23      | We Broke Up                                       | Vertical Entertainment                                                         | Jeff Rosenberg (director/screenplay); Laura Jacqmin (screenplay); William Jackson Harper, Aya Cash | [ 69 ]  |
| A P R I L | 23      | The Deep Ones                                     | 123 Go Films                                                                   | Chad Ferrin (director/screenplay); Gina La Piana, Robert Miano, Johann Urb, Silvia Spross, Jackie Debatin, Nicolas Coster | [ 70 ]  |
| A P R I L | 29      | Things Heard & Seen                               | Netflix / Likely Story                                                         | Shari Springer Berman and Robert Pulcini (director/screenplay); Amanda Seyfried, James Norton, Natalia Dyer, F. Murray Abraham | [ 71 ]  |
| A P R I L | 30      | Without Remorse                                   | Amazon Studios / Paramount Pictures / Skydance Media                           | Stefano Sollima (director); Taylor Sheridan, Will Staples (screenplay); Michael B. Jordan, Jamie Bell, Jodie Turner-Smith, Lauren London, Brett Gelman, Jacob Scipio, Jack Kesy, Colman Domingo, Guy Pearce                                                             | [ 72 ]  |
| A P R I L | 30      | The Virtuoso                                      | Lionsgate                                                                      | Nick Stagliano (director/screenplay); James C. Wolf (screeplay); Anson Mount, Abbie Cornish, Eddie Marsan, David Morse, Anthony Hopkins | [ 73 ]  |
| A P R I L | 30      | Four Good Days                                    | Vertical Entertainment                                                         | Rodrigo García (director/screenplay); Eli Saslow (screenplay); Glenn Close, Mila Kunis, Stephen Root | [ 74 ]  |
| A P R I L | 30      | Separation                                        | Open Road Films / Briarcliff Entertainment                                     | William Brent Bell (director); Nick Amadeus, Josh Braun (screenplay); Rupert Friend, Mamie Gummer, Violet McGraw, Brian Cox | [ 75 ]  |
| A P R I L | 30      | The Resort                                        | Vertical Entertainment                                                         | Taylor Chien (director/screenplay); Brock O'Hurn, Avery Pascual, Michael Vlamis, Michelle Randolph, Bianca Haase | [ 76 ]  |
| M A Y     | 7       | Wrath of Man                                      | Metro-Goldwyn-Mayer / Miramax                                                  | Guy Ritchie (director/screenplay); Ivan Atkinson, Marn Davies (screenplay); Jason Statham, Holt McCallany, Jeffrey Donovan, Josh Hartnett, Laz Alonso, Raúl Castillo, DeObia Oparei, Eddie Marsan, Scott Eastwood, Andy García                                          | [ 77 ]  |
| M A Y     | 7       | Monster                                           | Netflix / Bron Creative                                                        | Anthony Mandler (director); Radha Blank, Cole Wiley, Janece Shaffer (screenplay); Kelvin Harrison Jr., Jennifer Ehle, Tim Blake Nelson, Nasir "Nas" Jones, Rakim "A$AP Rocky" Mayers, Paul Ben-Victor, John David Washington, Jennifer Hudson, Jeffrey Wright           | [ 78 ]  |
| M A Y     | 7       | Mainstream                                        | IFC Films / American Zoetrope                                                  | Gia Coppola (director/screenplay); Tom Stuart (screenplay); Andrew Garfield, Maya Hawke, Nat Wolff, Johnny Knoxville, Jason Schwartzman | [ 79 ]  |
| M A Y     | 7       | The Water Man                                     | RLJE Films                                                                     | David Oyelowo (director); Emma Needell (screenplay); David Oyelowo, Rosario Dawson, Lonnie Chavis, Amiah Miller, Alfred Molina, Maria Bello |         |
| M A Y     | 7       | Here Today                                        | Stage 6 Films                                                                  | Billy Crystal (director/screenplay); Alan Zweibel (screenplay); Billy Crystal, Tiffany Haddish, Penn Badgley, Laura Benanti, Louisa Krause | [ 80 ]  |
| M A Y     | 7       | Above Suspicion                                   | Lionsgate                                                                      | Phillip Noyce (director); Chris Gerolmo (screenplay); Jack Huston, Emilia Clarke, Thora Birch, Johnny Knoxville |         |
| M A Y     | 7       | Reboot Camp                                       | Freestyle Releasing                                                            | Ivo Raza (director/screenplay); David Koechner, Ed Begley Jr., Chaz Bono, Ja Rule, Shar Jackson, Eric Roberts |         |
| M A Y     | 7       | Benny Loves You                                   | Epic Pictures Group                                                            | Karl Holt (director/screenplay); Karl Holt, Claire Cartwright, David Wayman, George Collie, James Parsons, Lydia Hourihan | [ 81 ]  |
| M A Y     | 12      | Oxygen                                            | Netflix                                                                        | Alexandre Aja (director); Christine LeBlanc (screenplay); Mélanie Laurent, Mathieu Amalric, Malik Zidi | [ 82 ]  |
| M A Y     | 14      | Army of the Dead                                  | Netflix / The Stone Quarry                                                     | Zack Snyder (director/screenplay); Shay Hatten, Joby Harold (screenplay); Dave Bautista, Ella Purnell, Omari Hardwick, Ana de la Reguera, Theo Rossi, Matthias Schweighöfer, Nora Arnezeder, Hiroyuki Sanada, Tig Notaro, Raúl Castillo, Huma Qureshi, Garret Dillahunt | [ 83 ]  |
| M A Y     | 14      | Kẻ nguyền ta chết                                 | Warner Bros. Pictures / New Line Cinema / Bron Creative / HBO Max              | Taylor Sheridan (director/screenplay); Michael Koryta, Charles Leavitt (screenplay); Angelina Jolie, Nicholas Hoult, Finn Little, Aidan Gillen, Jake Weber, Medina Senghore, Jon Bernthal                                                                               | [ 84 ]  |
| M A Y     | 14      | The Woman in the Window                           | Netflix / 20th Century Studios / Fox 2000 Pictures                             | Joe Wright (director); Tracy Letts (screenplay); Amy Adams, Gary Oldman, Anthony Mackie, Fred Hechinger, Wyatt Russell, Brian Tyree Henry, Jennifer Jason Leigh, Julianne Moore                                                                                         | [ 85 ]  |
| M A Y     | 14      | Spiral                                            | Lionsgate / Twisted Pictures                                                   | Darren Lynn Bousman (director); Josh Stolberg, Pete Goldfinger (screenplay); Chris Rock, Max Minghella, Marisol Nichols, Samuel L. Jackson | [ 86 ]  |
| M A Y     | 14      | Georgetown                                        | Vertical Entertainment                                                         | Christoph Waltz (director); David Auburn (screenplay); Christoph Waltz, Vanessa Redgrave, Annette Bening, Corey Hawkins | [ 87 ]  |
| M A Y     | 14      | Finding You                                       | Roadside Attractions                                                           | Brian Baugh (director/screenplay); Rose Reid, Jedidiah Goodacre, Katherine McNamara, Patrick Bergin, Saoirse-Monica Jackson, Judith Hoag, Tom Everett Scott, Vanessa Redgrave                                                                                           |         |
| M A Y     | 14      | The Killing of Two Lovers                         | Neon                                                                           | Robert Machoian (director/screenplay); Clayne Crawford, Sepideh Moafi, Chris Coy, Avery Pizzuto, Arri Graham, Ezra Graham |         |
| M A Y     | 18      | 616 Wilford Lane                                  | Indican Pictures                                                               | Mark S. Allen, Dante Yore (director/screenplay); Howard Burd (screenplay); John Littlefield, Eric Roberts, Alyson Gorske, Stevonte Hart, Eliza Roberts | [ 88 ]  |
| M A Y     | 21      | Dream Horse                                       | Bleecker Street / Topic Studios / Film4 / Ingenious Media                      | Euros Lyn (director); Neil McKay (screenplay); Toni Collette, Damian Lewis, Owen Teale, Joanna Page, Karl Johnson, Steffan Rhodri, Anthony O'Donnell, Nicholas Farrell, Siân Phillips                                                                                   |         |
| M A Y     | 21      | Blast Beat                                        | Stage 6 Films / Vertical Entertainment                                         | Esteban Arango (director/screenplay); Erick Castrillon (screenplay); Moisés Arias, Mateo Arias, Daniel Dae Kim, Kali Uchis, Ashley Jackson, Diane Guerrero, Wilmer Valderrama                                                                                           | [ 89 ]  |
| M A Y     | 28      | Vùng đất câm lặng: Phần II                        | Paramount Pictures / Platinum Dunes / Sunday Night Productions                 | John Krasinski (director/screenplay); Emily Blunt, Cillian Murphy, Millicent Simmonds, Noah Jupe, Djimon Hounsou, John Krasinski | [ 90 ]  |
| M A Y     | 28      | Cruella                                           | Walt Disney Pictures / Disney+                                                 | Craig Gillespie (director); Dana Fox, Tony McNamara (screenplay); Emma Stone, Emma Thompson, Joel Fry, Paul Walter Hauser, Emily Beecham, Kirby Howell-Baptiste, Mark Strong                                                                                            | [ 91 ]  |
| M A Y     | 28      | Plan B                                            | Hulu                                                                           | Natalie Morales (director); Prathi Srinivasan, Joshua Levy (screenplay); Kuhoo Verma, Victoria Moroles | [ 92 ]  |
| J U N E   | 1       | Changing the Game                                 | Hulu                                                                           | Michael Barnett (đạo diễn/biên kịch); Amanda C. Griffin, Michael Mahaffie (biên kịch); Mack Beggs, Sarah Rose Huckman, Terry Miller, Ngozi Nnaji, Andraya Yearwood |         |
| J U N E   | 4       | Spirit Untamed                                    | Universal Pictures / DreamWorks Animation                                      | Elaine Bogan, Ennio Torresan (directors); Aury Wallington (screenplay); Isabela Merced, Marsai Martin, Mckenna Grace, Julianne Moore, Jake Gyllenhaal, Walton Goggins, Eiza González                                                                                    | [ 93 ]  |
| J U N E   | 4       | The Conjuring: Ma xui quỷ khiến                   | Warner Bros. Pictures / New Line Cinema / HBO Max                              | Michael Chaves (đạo diễn); David Leslie Johnson-McGoldrick (screenplay); Patrick Wilson, Vera Farmiga, Ruairi O'Connor, Sarah Catherine Hook, Julian Hilliard | [ 94 ]  |
| J U N E   | 4       | Gully                                             | Vertical Entertainment                                                         | Nabil Elderkin (director); Marcus J. Guillory (screenplay); Jacob Latimore, Charlie Plummer, Jonathan Majors, Kelvin Harrison Jr., Amber Heard, Terrence Howard |         |
| J U N E   | 4       | Flashback                                         | Lionsgate                                                                      | Christopher MacBride (director/screenplay); Dylan O'Brien, Maika Monroe, Hannah Gross, Emory Cohen, Keir Gilchrist | [ 95 ]  |
| J U N E   | 4       | Under the Stadium Lights                          | Film Bridge International / Saban Films                                        | Todd Randall (director); John Collins, Hamid Torabpour (screenplay); Milo Gibson, Laurence Fishburne, Glenn Morshower, Noel Gugliemi |         |
| J U N E   | 4       | Grace and Grit                                    | Quiver Distribution                                                            | Sebastian Siegel (director/screenplay); Mena Suvari, Stuart Townsend, Frances Fisher, Rebekah Graf, Mariel Hemingway, Nick Stahl |         |
| J U N E   | 9       | Awake                                             | Netflix / Entertainment One                                                    | Mark Raso (director/screenplay); Joseph Raso (screenplay); Gina Rodriguez, Jennifer Jason Leigh, Barry Pepper, Finn Jones, Gil Bellows |         |
| J U N E   | 10      | In the Heights                                    | Warner Bros. Pictures / Likely Story / Endeavor Content / HBO Max              | Jon M. Chu (director); Quiara Alegría Hudes (screenplay); Anthony Ramos, Corey Hawkins, Leslie Grace, Melissa Barrera, Olga Merediz, Daphne Rubin-Vega, Gregory Diaz IV, Stephanie Beatriz, Dascha Polanco, Jimmy Smits, Lin-Manuel Miranda                             | [ 96 ]  |
| J U N E   | 10      | Infinite                                          | Paramount+ / Paramount Pictures                                                | Antoine Fuqua (director); Ian Shorr (screenplay); Mark Wahlberg, Chiwetel Ejiofor, Sophie Cookson, Jason Mantzoukas, Rupert Friend, Toby Jones, Dylan O'Brien | [ 97 ]  |
| J U N E   | 11      | Thỏ Peter 2                                       | Columbia Pictures / MRC / Animal Logic                                         | Will Gluck (director/screenplay); Patrick Burleigh (screenplay); James Corden, Rose Byrne, Domhnall Gleeson, Margot Robbie, Elizabeth Debicki, Lennie James, David Oyelowo                                                                                              | [ 98 ]  |
| J U N E   | 11      | Wish Dragon                                       | Netflix / Columbia Pictures / Sony Pictures Animation / Tencent Pictures       | Chris Appelhans (director/screenplay); Jimmy Wong, John Cho, Constance Wu, Natasha Liu Bordizzo, Jimmy O. Yang, Aaron Yoo, Will Yun Lee, Bobby Lee, Nico Santos, Ronny Chieng                                                                                           |         |
| J U N E   | 11      | The Misfits                                       | The Avenue Entertainment                                                       | Renny Harlin (director); Robert Henny, Kurt Wimmer (screenplay); Pierce Brosnan, Rami Jaber, Hermione Corfield, Jamie Chung, Mike d Angelo, Tim Roth, Nick Cannon | [ 99 ]  |
| J U N E   | 11      | 12 Mighty Orphans                                 | Sony Pictures Classics                                                         | Ty Roberts (director/screenplay); Lane Garrison, Kevin Meyer (screenplay); Luke Wilson, Vinessa Shaw, Wayne Knight, Jake Austin Walker, Jacob Lofland, Levi Dylan, Robert Duvall, Martin Sheen                                                                          |         |
| J U N E   | 11      | The House Next Door: Meet the Blacks 2            | Lionsgate                                                                      | Deon Taylor (director/screenplay); Corey Harrell (screenplay); Mike Epps, Katt Williams, Bresha Webb, Lil Duval, Zulay Henao, Tyrin Turner, Michael Blackson, Andrew Bachelor, Gary Owen, Danny Trejo                                                                   |         |
| J U N E   | 11      | Queen Bees                                        | Gravitas Ventures                                                              | Michael Lembeck (director); Donald Martin (screenplay); Ellen Burstyn, James Caan, Ann-Margret, Jane Curtin, Christopher Lloyd, Loretta Devine |         |
| J U N E   | 11      | DOMINO: Battle of the Bones                       | Dow Jazz Films                                                                 | Baron Davis, Carl Reid, Steven V. Vasquez Jr. (directors); Baron Davis, Carl Reid, Pamela Azmi-Andrew (screenplay); David Arquette, Snoop Dogg, Tom Lister Jr., Carlito Olivero                                                                                         |         |
| J U N E   | 16      | Vệ sĩ sát thủ 2: Nhà có nóc                       | Lionsgate / Summit Entertainment / Millennium Media                            | Patrick Hughes (director); Tom O'Connor, Brandon Murphy, Phillip Murphy (screenplay); Ryan Reynolds, Samuel L. Jackson, Salma Hayek, Frank Grillo, Richard E. Grant, Antonio Banderas, Morgan Freeman                                                                   | [ 100 ] |
| J U N E   | 18      | Luca                                              | Walt Disney Pictures / Pixar Animation Studios / Disney+                       | Enrico Casarosa (director); Mike Jones, Jesse Andrews (screenplay); Jacob Tremblay, Jack Dylan Grazer, Emma Berman, Saverio Raimondo, Maya Rudolph, Marco Baricelli, Jim Gaffigan, Peter Sohn, Lorenzo Crisci, Marina Massironi, Sandy Martin                           | [ 101 ] |
| J U N E   | 18      | Fatherhood                                        | Netflix / Columbia Pictures / Bron Creative                                    | Paul Weitz (director/screenplay); Dana Stevens (screenplay); Kevin Hart, Alfre Woodard, Lil Rel Howery, DeWanda Wise, Anthony Carrigan, Melody Hurd, Paul Reiser | [ 102 ] |
| J U N E   | 18      | The Birthday Cake                                 | Screen Media Films                                                             | Jimmy Giannopoulos (director/screenplay); Diomedes Raul Bermudez, Shiloh Fernandez (screenplay); Shiloh Fernandez, Val Kilmer, Ewan McGregor, Ashley Benson, Lorraine Bracco, David Mazouz                                                                              |         |
| J U N E   | 18      | Rita Moreno: Just a Girl Who Decided to Go for It | Roadside Attractions                                                           | Mariem Pérez Riera (director/screenplay); Rita Moreno, Eva Longoria, George Chakiris, Gloria Estefan, Héctor Elizondo, Karen Olivo, Justina Machado, Lin-Manuel Miranda, Mitzi Gaynor, Morgan Freeman, Norman Lear, Terrence McNally, Whoopi Goldberg                   |         |
| J U N E   | 18      | The Sparks Brothers                               | Focus Features / MRC                                                           | Edgar Wright (director/screenplay); Ron Mael, Russell Mael |         |
| J U N E   | 18      | Truman & Tennessee: An Intimate Conversation      | Fischio Films / Peaceable Assembly                                             | Lisa Immordino Vreeland (director/screenplay); Jim Parsons, Zachary Quinto |         |
| J U N E   | 18      | Stalker                                           | Vertical Entertainment                                                         | Tyler Savage (director/screenplay); Dash Hawkins (screenplay); Christine Ko, Vincent van Horn, Michael Joplin, Dusty Sorg, Carla Valentine, Scott Subiono |         |
| J U N E   | 18      | Love Spreads                                      | Dignity Film Finance / Film Shed                                               | Jamie Adams (director/screenplay); Alia Shawkat, Eiza González, Chanel Cresswell, Nick Helm, Dolly Wells, Tara Lee |         |
| J U N E   | 18      | A Crime on the Bayou                              | Shout! Studios                                                                 | Nancy Buirski (director/screenplay); Gary Duncan, Richard Sobol |         |
| J U N E   | 23      | Good on Paper                                     | Netflix / Universal Pictures                                                   | Kimmy Gatewood (director); Iliza Shlesinger (screenplay); Iliza Shlesinger, Ryan Hansen, Margaret Cho, Rebecca Rittenhouse | [ 103 ] |
| J U N E   | 25      | Fast & Furious 9: Huyền thoại tốc độ              | Universal Pictures / Original Film / One Race Films / Roth/Kirschenbaum Films  | Justin Lin (director/screenplay); Daniel Casey (screenplay); Vin Diesel, John Cena, Michelle Rodriguez, Tyrese Gibson, Chris "Ludacris" Bridges, Jordana Brewster, Nathalie Emmanuel, Sung Kang, Michael Rooker, Helen Mirren, Kurt Russell, Charlize Theron            | [ 104 ] |
| J U N E   | 25      | The Ice Road                                      | Netflix                                                                        | Jonathan Hensleigh (director/screenplay); Liam Neeson, Benjamin Walker, Amber Midthunder, Marcus Thomas, Holt McCallany, Martin Sensmeier, Matt McCoy, Matt Salinger, Laurence Fishburne                                                                                |         |
| J U N E   | 25      | Werewolves Within                                 | IFC Films / Ubisoft Film & Television                                          | Josh Ruben (director); Mishna Wolff (screenplay); Sam Richardson, Milana Vayntrub, George Basil, Sarah Burns, Michael Chernus, Catherine Curtin, Harvey Guillén, Cheyenne Jackson, Michaela Watkins, Glenn Fleshler                                                     | [ 105 ] |
| J U N E   | 25      | False Positive                                    | A24 / Hulu                                                                     | John Lee (director/screenplay); Ilana Glazer (screenplay); Ilana Glazer, Justin Theroux, Sophia Bush, Josh Hamilton, Pierce Brosnan | [ 106 ] |
| J U N E   | 25      | Lansky                                            | Vertical Entertainment                                                         | Eytan Rockaway (director/screenplay); Harvey Keitel, Sam Worthington, AnnaSophia Robb, Minka Kelly, David James Elliott, John Magaro |         |
| J U N E   | 25      | I Carry You with Me                               | Sony Pictures Classics / Stage 6 Films                                         | Heidi Ewing (director/screenplay); Alan Page Arriaga (screenplay); Armando Espitia, Christian Vázquez, Michelle Rodríguez, Ángeles Cruz, Arcelia Ramírez, Michelle González                                                                                             | [ 107 ] |
| J U N E   | 25      | Mary J. Blige's My Life                           | Amazon Studios                                                                 | Vanessa Roth (director/screenplay); Mary J. Blige, Taraji P. Henson, Alicia Keys, Sean Combs |         |
| J U N E   | 25      | Fathom                                            | Apple TV+                                                                      | Drew Xanthopoulos (director/screenplay); Michelle Fournet, Ellen Garland |         |
| J U N E   | 25      | Rollers                                           | Level 33 Entertainment                                                         | Isaiah Smallman (director); Johnny Ray Gill, Kate Cobb, Vicky Jeudy, Kevin Bigley |         |
| J U N E   | 30      | America: The Motion Picture                       | Netflix / Floyd County Productions                                             | Matt Thompson (director); Dave Callaham (screenplay); Channing Tatum, Jason Mantzoukas, Olivia Munn, Bobby Moynihan, Judy Greer, Will Forte, Raoul Trujillo, Killer Mike, Simon Pegg, Andy Samberg                                                                      |         |
| J U N E   | 30      | Zola                                              | A24                                                                            | Janicza Bravo (director/screenplay); Jeremy O. Harris (screenplay); Taylour Paige, Riley Keough, Nicholas Braun, Ari'el Stachel, Colman Domingo | [ 108 ] |

### Tháng bảy - Tháng tám
| Opening           | Opening | Title                                     | Production company                                                                | Cast and crew | Ref.    |
| ----------------- | ------- | ----------------------------------------- | --------------------------------------------------------------------------------- | --- | ------- |
| J U L Y           | 1       | No Sudden Move                            | HBO Max / Warner Bros. Pictures                                                   | Steven Soderbergh (director); Ed Solomon (screenplay); Don Cheadle, Benicio del Toro, David Harbour, Jon Hamm, Amy Seimetz, Brendan Fraser, Kieran Culkin, Noah Jupe, Craig Grant, Julia Fox, Frankie Shaw, Ray Liotta, Bill Duke | [ 109 ] |
| J U L Y           | 2       | The Tomorrow War                          | Amazon Studios / Skydance Media / Paramount Pictures                              | Chris McKay (director); Zach Dean (screenplay); Chris Pratt, Yvonne Strahovski, J. K. Simmons, Betty Gilpin, Sam Richardson, Edwin Hodge, Jasmine Mathews, Ryan Kiera Armstrong, Keith Powers | [ 110 ] |
| J U L Y           | 2       | Nhóc trùm: Nối nghiệp gia đình            | Universal Pictures / DreamWorks Animation / Peacock                               | Tom McGrath (director); Michael McCullers (screenplay); Alec Baldwin, James Marsden, Amy Sedaris, Ariana Greenblatt, Jeff Goldblum, Eva Longoria, Jimmy Kimmel, Lisa Kudrow | [ 111 ] |
| J U L Y           | 2       | The Forever Purge                         | Universal Pictures / Platinum Dunes / Blumhouse Productions                       | Everardo Gout (director); James DeMonaco (screenplay); Ana de la Reguera, Tenoch Huerta, Josh Lucas, Cassidy Freeman, Leven Rambin, Alejandro Edda, Will Patton | [ 112 ] |
| J U L Y           | 2       | Fear Street Part One: 1994                | Netflix / Chernin Entertainment                                                   | Leigh Janiak (director/screenplay); Phil Graziadei (screenplay); Kiana Madeira, Olivia Scott Welch, Benjamin Flores Jr., Julia Rehwald, Fred Hechinger, Ashley Zukerman, Darrell Britt-Gibson, Maya Hawke, Jordana Spiro, Jordyn DiNatale                                                                                                |         |
| J U L Y           | 2       | Summer of Soul                            | Searchlight Pictures / Hulu                                                       | Questlove (director); Stevie Wonder, Nina Simone, Sly and the Family Stone, Gladys Knight & the Pips, Mahalia Jackson, B.B. King, The 5th Dimension | [ 113 ] |
| J U L Y           | 2       | Till Death                                | Screen Media Films / Millennium Films                                             | S.K. Dale (director); Jason Carvey (screenplay); Megan Fox, Eoin Macken, Callan Mulvey, Jack Roth, Aml Ameen | [ 114 ] |
| J U L Y           | 2       | Let Us In                                 | Samuel Goldwyn Films                                                              | Craig Moss (director/screenplay); Joe Callero (screenplay); Mackenzie Moss, Sadie Stanley, Mackenzie Ziegler, Siena Agudong, Tobin Bell | [ 115 ] |
| J U L Y           | 9       | Góa phụ đen                               | Marvel Studios / Disney+                                                          | Cate Shortland (director); Eric Pearson (screenplay); Scarlett Johansson, Florence Pugh, David Harbour, O-T Fagbenle, Olga Kurylenko, William Hurt, Ray Winstone, Rachel Weisz | [ 116 ] |
| J U L Y           | 9       | Fear Street Part Two: 1978                | Netflix / Chernin Entertainment                                                   | Leigh Janiak (director/screenplay); Zak Olkewikz (screenplay); Sadie Sink, Emily Rudd, Ryan Simpkins, McCabe Slye, Ted Sutherland, Jordana Spiro, Gillian Jacobs, Kiana Madeira, Benjamin Flores Jr., Ashley Zukerman, Olivia Scott Welch, Jordyn DiNatale                                                                               |         |
| J U L Y           | 9       | Summertime                                | Good Deed Entertainment                                                           | Carlos López Estrada (director); Dave Harris (screenplay); Tyris Winter, Marquesha Babers, Maia Mayor, Austin Antoine, Bryce Banks | [ 117 ] |
| J U L Y           | 14      | Gunpowder Milkshake                       | Netflix / StudioCanal / STXfilms / The Picture Company                            | Navot Papushado (director/screenplay); Ehud Lavski (screenplay); Karen Gillan, Lena Headey, Carla Gugino, Chloe Coleman, Michelle Yeoh, Angela Bassett, Paul Giamatti | [ 118 ] |
| J U L Y           | 16      | Space Jam: Kỷ nguyên mới                  | Warner Bros. Pictures / Warner Animation Group / HBO Max                          | Malcolm D. Lee (đạo diễn); Juel Taylor, Tony Rettenmaier, Keenan Coogler, Terence Nance, Jesse Gordon, Celeste Ballard (screenplay); LeBron James, Don Cheadle, Khris Davis, Sonequa Martin-Green, Cedric Joe, Jeff Bergman, Eric Bauza, Zendaya                                                                                         | [ 119 ] |
| J U L Y           | 16      | Escape Room: Tournament of Champions      | Columbia Pictures / Original Film                                                 | Adam Robitel (director); Will Honley, Maria Melnik, Daniel Tuch, Oren Uziel (screenplay); Taylor Russell, Logan Miller, Indya Moore, Holland Roden, Thomas Cocquerel, Carlito Olivero, Isabelle Fuhrman | [ 120 ] |
| J U L Y           | 16      | Fear Street Part Three: 1666              | Netflix / Chernin Entertainment                                                   | Leigh Janiak (director/screenplay); Phil Graziadei (screenplay); Kiana Madeira, Ashley Zukerman, Gillian Jacobs, Olivia Scott Welch, Benjamin Flores Jr., Darrell Britt-Gibson, Fred Hechinger, Julia Rehwald, Sadie Sink, Emily Rudd, McCabe Slye, Jordana Spiro, Jordyn DiNatale                                                       |         |
| J U L Y           | 16      | Die in a Gunfight                         | Lionsgate                                                                         | Colin Schiffli (director); Andrew Barrer, Gabriel Ferrari (screenplay); Alexandra Daddario, Diego Boneta, Justin Chatwin, Wade Allain-Marcus, Billy Crudup, Emmanuelle Chriqui, Travis Fimmel |         |
| J U L Y           | 16      | Pig                                       | Neon / Endeavour Content                                                          | Michael Sarnoski (đạo diễn/biên kịch); Nicolas Cage, Alex Wolff, Adam Arkin | [ 121 ] |
| J U L Y           | 16      | Out of Death                              | Vertical Entertainment                                                            | Mike Burns (director); Bill Lawrence (screenplay); Bruce Willis, Jaime King, Lala Kent | [ 122 ] |
| J U L Y           | 16      | Roadrunner: A Film About Anthony Bourdain | Focus Features                                                                    | Morgan Neville (director/screenplay); Caitrin Rogers (screenplay); Anthony Bourdain | [ 123 ] |
| J U L Y           | 20      | How It Ends                               | American International Pictures                                                   | Daryl Wein, Zoe Lister-Jones (director/screenplay); Zoe Lister-Jones, Cailee Spaeny, Olivia Wilde, Fred Armisen, Helen Hunt, Lamorne Morris, Nick Kroll | [ 124 ] |
| J U L Y           | 21      | Thợ săn yêu tinh: Titan trỗi dậy          | Netflix / DreamWorks Animation                                                    | Johane Matte, Andrew L. Schmidt, Franciso Ruiz Velasco (directors); Guillermo del Toro, Marc Guggenheim, The Hageman Brothers (screenplay); Emile Hirsch, Lexi Medrano, Charlie Saxton, Kelsey Grammer, Fred Tatasciore, Colin O'Donoghue, Diego Luna, Tatiana Maslany, Steven Yeun, Cole Sand, Alfred Molina, Nick Frost, Nick Offerman | [ 125 ] |
| J U L Y           | 23      | Snake Eyes                                | Paramount Pictures / Metro-Goldwyn-Mayer / Skydance Media / Entertainment One     | Robert Schwentke (director); Evan Spiliotopoulos, Joe Shrapnel, Anna Waterhouse (screenplay); Henry Golding, Andrew Koji, Úrsula Corberó, Samara Weaving, Iko Uwais, Haruka Abe, Takehiro Hira, Peter Mensah | [ 126 ] |
| J U L Y           | 23      | Old                                       | Universal Pictures / Perfect World Pictures / Blinding Edge Pictures              | M. Night Shyamalan (director/screenplay); Gael García Bernal, Vicky Krieps, Rufus Sewell, Alex Wolff, Thomasin McKenzie, Abbey Lee, Nikki Amuka-Bird, Ken Leung, Eliza Scanlen, Aaron Pierre, Embeth Davidtz, Emun Elliott | [ 127 ] |
| J U L Y           | 23      | Joe Bell                                  | Roadside Attractions / Nine Stories Productions                                   | Reinaldo Marcus Green (director); Diana Ossana, Larry McMurtry (screenplay); Mark Wahlberg, Reid Miller, Connie Britton, Gary Sinise | [ 128 ] |
| J U L Y           | 23      | Jolt                                      | Amazon Studios / Millennium Media                                                 | Tanya Wexler (director); Scott Wascha (screenwriter); Kate Beckinsale, Bobby Cannavale, Laverne Cox, Stanley Tucci, Jai Courtney, Susan Sarandon | [ 129 ] |
| J U L Y           | 23      | Midnight in the Switchgrass               | Lionsgate                                                                         | Randall Emmett (đạo diễn); Alan Horsnail (biên kịch); Megan Fox, Bruce Willis, Emile Hirsch, Machine Gun Kelly, Lukas Haas | [ 130 ] |
| J U L Y           | 23      | Broken Diamonds                           | FilmRise / Black Label Media                                                      | Peter Sattler (director); Steve Waverly (screenplay); Ben Platt, Lola Kirke, Yvette Nicole Brown, Alphonso McAuley, Lynda Boyd |         |
| J U L Y           | 23      | Val                                       | Amazon Studios / A24                                                              | Leo Scott, Ting Poo (directors); Val Kilmer | [ 131 ] |
| J U L Y           | 23      | Ailey                                     | Neon                                                                              | Jamila Wignot (director) | [ 132 ] |
| J U L Y           | 30      | Jungle Cruise: Thám hiểm rừng xanh        | Walt Disney Pictures / Davis Entertainment / Seven Bucks Productions / Disney+    | Jaume Collet-Serra (director); Michael Green, Glenn Ficarra, John Requa (screenplay); Dwayne Johnson, Emily Blunt, Édgar Ramírez, Jack Whitehall, Jesse Plemons, Paul Giamatti | [ 133 ] |
| J U L Y           | 30      | Vivo                                      | Netflix / Columbia Pictures / Sony Pictures Animation                             | Kirk DeMicco (director); Quiara Alegría Hudes (screenplay); Lin-Manuel Miranda, Ynairaly Simo, Zoe Saldana, Juan de Marcos González, Michael Rooker, Brian Tyree Henry, Nicole Byer, Gloria Estefan | [ 134 ] |
| J U L Y           | 30      | Stillwater                                | Focus Features / DreamWorks Pictures / Participant                                | Tom McCarthy (director/screenplay); Marcus Hinchey, Thomas Bidegain, Noé Debré (screenplay); Matt Damon, Camille Cottin, Abigail Breslin | [ 135 ] |
| J U L Y           | 30      | The Green Knight                          | A24 / Bron Creative                                                               | David Lowery (director/screenplay); Dev Patel, Alicia Vikander, Joel Edgerton, Sarita Choudhury, Sean Harris, Ralph Ineson, Barry Keoghan, Erin Kellyman, Kate Dickie | [ 136 ] |
| J U L Y           | 30      | Nine Days                                 | Sony Pictures Classics                                                            | Edson Oda (director/screenplay); Winston Duke, Zazie Beetz, Benedict Wong, Tony Hale, Bill Skarsgård | [ 137 ] |
| J U L Y           | 30      | Ride the Eagle                            | Decal / JTJ Films                                                                 | Trent O'Donnell (director/screenplay); Jake Johnson (screenplay); Jake Johnson, D'Arcy Carden, J.K. Simmons, Susan Sarandon | [ 138 ] |
| J U L Y           | 30      | The Evening Hour                          | Strand Releasing                                                                  | Braden King (director); Elizabeth Palmore (screenplay); Philip Ettinger, Stacy Martin, Cosmo Jarvis, Michael Trotter, Kerry Bishé, Lili Taylor | [ 139 ] |
| J U L Y           | 30      | Lorelei                                   | Vertical Entertainment                                                            | Sabrina Doyle (director/screenplay); Pablo Schreiber, Jena Malone | [ 140 ] |
| J U L Y           | 30      | Enemies of the State                      | IFC Films                                                                         | Sonia Kennebeck (director) | [ 141 ] |
| A U G U S T       | 5       | Suicide Squad: Điệp vụ cảm tử             | Warner Bros. Pictures / DC Films / Atlas Entertainment / HBO Max                  | James Gunn (director/screenplay); Idris Elba, Margot Robbie, John Cena, Joel Kinnaman, Sylvester Stallone, Viola Davis, David Dastmalchian, Daniela Melchior, Michael Rooker, Jai Courtney, Peter Capaldi, Alice Braga, Pete Davidson, Nathan Fillion, Sean Gunn, Flula Borg, Mayling Ng                                                 | [ 142 ] |
| A U G U S T       | 6       | Naked Singularity                         | Screen Media Films / Scott Free Productions                                       | Chase Palmer (director/screenplay); David Matthews (screenplay); John Boyega, Olivia Cooke, Bill Skarsgård, Ed Skrein, Linda Lavin, Tim Blake Nelson | [ 143 ] |
| A U G U S T       | 6       | John and the Hole                         | IFC Films                                                                         | Pascual Sisto (director); Nicolás Giacobone (screenplay); Charlie Shotwell, Michael C. Hall, Jennifer Ehle, Taissa Farmiga | [ 144 ] |
| A U G U S T       | 6       | Playing God                               | Vertical Entertainment                                                            | Scott Brignac (director/screenplay); Hannah Kasulka, Luke Benward, Jude Demorest, Marc Menchaca, Alan Tudyk, Michael McKean | [ 145 ] |
| A U G U S T       | 6       | Swan Song                                 | Magnolia Pictures                                                                 | Todd Stephens (director/screenplay); Udo Kier, Jennifer Coolidge, Linda Evans, Michael Urie, Ira Hawkins, Stephanie McVay | [ 146 ] |
| A U G U S T       | 6       | She Ball                                  | Redbox Entertainment                                                              | Nick Cannon (director/screenplay); Glenda L. Richardson (screenplay); Nick Cannon, Chris Brown, Jaliyuh Manuel, K.D. Aubert, Rebecca De Mornay, Tammy Brawner, Evan Ross | [ 147 ] |
| A U G U S T       | 11      | The Kissing Booth 3                       | Netflix                                                                           | Vince Marcello (director/screenplay); Jay Arnold (screenplay); Joey King, Joel Courtney, Jacob Elordi, Taylor Zakhar Perez, Maisie Richardson-Sellers, Meganne Young, Molly Ringwald |         |
| A U G U S T       | 12      | Homeroom                                  | Hulu                                                                              | Peter Nicks (director) | [ 148 ] |
| A U G U S T       | 13      | Free Guy                                  | 20th Century Studios / 21 Laps Entertainment / Maximum Effort / TSG Entertainment | Shawn Levy (director); Matt Lieberman, Zak Penn (screenplay); Ryan Reynolds, Jodie Comer, Lil Rel Howery, Utkarsh Ambudkar, Joe Keery, Taika Waititi | [ 116 ] |
| A U G U S T       | 13      | Respect                                   | Metro-Goldwyn-Mayer / Bron Creative                                               | Liesl Tommy (director); Tracey Scott Wilson (screenplay); Jennifer Hudson, Forest Whitaker, Marlon Wayans, Audra McDonald, Marc Maron, Tituss Burgess, Mary J. Blige | [ 149 ] |
| A U G U S T       | 13      | Beckett                                   | Netflix / Rai Cinema                                                              | Ferdinando Cito Filomarino (director); Kevin A. Rice (screenplay); John David Washington, Boyd Holbrook, Vicky Krieps, Alicia Vikander | [ 150 ] |
| A U G U S T       | 13      | Sát nhân trong bóng tối 2                 | Screen Gems / Stage 6 Films / Ghost House Pictures                                | Rodo Sayagues (director/screenplay); Fede Álvarez (screenplay); Stephen Lang, Brendan Sexton III, Madelyn Grace | [ 151 ] |
| A U G U S T       | 13      | CODA                                      | Apple TV+ / Pathé Films                                                           | Sian Heder (director/screenplay); Emilia Jones, Eugenio Derbez, Troy Kotsur, Ferdia Walsh-Peelo, Daniel Durant, Marlee Matlin |         |
| A U G U S T       | 13      | Not Going Quietly                         | Greenwich Entertainment                                                           | Nicholas Bruckman (director/screenplay); Amanda Roddy (screenplay) | [ 152 ] |
| A U G U S T       | 20      | PAW Patrol: Phim đội đặc nhiệm siêu đẳng  | Paramount Pictures / Nickelodeon Movies / Paramount+                              | Cal Brunker (director); Cal Brunker, Bob Barlen, Billy Frolick (screenplay); Iain Armitage, Marsai Martin, Ron Pardo, Yara Shahidi, Kim Kardashian West, Randall Park, Dax Shepard, Tyler Perry, Jimmy Kimmel, Will Brisbin | [ 153 ] |
| A U G U S T       | 20      | Reminiscence                              | Warner Bros. Pictures / FilmNation Entertainment / HBO Max                        | Lisa Joy (director/screenplay); Hugh Jackman, Rebecca Ferguson, Thandiwe Newton, Cliff Curtis, Marina de Tavira, Daniel Wu | [ 154 ] |
| A U G U S T       | 20      | The Protégé                               | Lionsgate / Millennium Media / Ingenious Media                                    | Martin Campbell (director); Richard Wenk (screenplay); Michael Keaton, Maggie Q, Samuel L. Jackson, Robert Patrick | [ 155 ] |
| A U G U S T       | 20      | Sweet Girl                                | Netflix                                                                           | Brian Andrew Mendoza (director); Philip Eisner, Gregg Hurwitz (screenplay); Jason Momoa, Isabela Merced, Manuel Garcia-Rulfo, Raza Jaffrey, Justin Bartha, Lex Scott Davis, Michael Raymond-James, Adria Arjona, Amy Brenneman |         |
| A U G U S T       | 20      | The Loud House Movie                      | Netflix Animation / Nickelodeon Movies                                            | Dave Needham (director); Asher Bishop, David Tennant, Michelle Gomez, Jill Talley, Brian Stepanek, Catherine Taber, Liliana Mumy, Nika Futterman, Cristina Pucelli, Jessica DiCicco, Grey Griffin, Lara Jill Miller, Katy Townsend, Andre Robinson                                                                                       |         |
| A U G U S T       | 20      | The Night House                           | Searchlight Pictures / TSG Entertainment                                          | David Bruckner (director); Ben Collins, Luke Piotrowski (screenplay); Rebecca Hall, Sarah Goldberg, Evan Jonigkeit, Stacy Martin, Vondie Curtis-Hall | [ 156 ] |
| A U G U S T       | 20      | Flag Day                                  | Metro-Goldwyn-Mayer                                                               | Sean Penn (director); Jez Butterworth, John-Henry Butterworth (screenplay); Dylan Penn, Sean Penn, Katheryn Winnick, Eddie Marsan, Josh Brolin, Regina King | [ 157 ] |
| A U G U S T       | 20      | Cryptozoo                                 | Magnolia Pictures                                                                 | Dash Shaw (director/screenplay); Lake Bell, Michael Cera, Angeliki Papoulia, Zoe Kazan, Peter Stormare, Grace Zabriskie, Louisa Krause, Thomas Jay Ryan, Alex Karpovsky | [ 158 ] |
| A U G U S T       | 20      | Habit                                     | Lionsgate / Voltage Pictures                                                      | Janell Shirtcliff (director); Suki Kaiser (screenplay); Josie Ho, Bella Thorne, Gavin Rossdale, Hana Mae Lee, Paris Jackson |         |
| A U G U S T       | 20      | Demonic                                   | IFC Midnight / AGC Studios                                                        | Neill Blomkamp (director/screenplay); Carly Pope, Chris William Martin, Michael Rogers, Nathalie Boltt, Terry Chen | [ 159 ] |
| A U G U S T       | 20      | Risen                                     | Vertical Entertainment                                                            | Eddie Arya (director/screenplay); Caroline McQuade, Kenneth Trujillo, Wassim Hawat, Buffy Anne Littaua, Nicole Sharrock, Melissa Brattoni, Anthony Moisset, Marcus Johnson | [ 160 ] |
| A U G U S T       | 23      | The Witcher: Nightmare of the Wolf        | Netflix / Studio Mir                                                              | Kwang Il Han (director); Beau DeMayo (screenplay); Theo James, Lara Pulver, Graham McTavish, Mary McDonnell | [ 161 ] |
| A U G U S T       | 25      | Really Love                               | Netflix                                                                           | Angel Kristi Williams (director/screenplay); Felicia Pride (screenplay); Kofi Siriboe, Yootha Wong-Loi-Sing, Blair Underwood, Uzo Aduba, Tristan Wilds | [ 162 ] |
| A U G U S T       | 27      | Sát nhân trong gương                      | Universal Pictures / Metro-Goldwyn-Mayer / Bron Creative / Monkeypaw Productions  | Nia DaCosta (director/screenplay); Jordan Peele, Win Rosenfeld (screenplay); Yahya Abdul-Mateen II, Teyonah Parris, Nathan Stewart-Jarrett, Colman Domingo, Kyle Kaminsky, Vanessa Estelle Williams | [ 163 ] |
| A U G U S T       | 27      | Vacation Friends                          | Hulu / 20th Century Studios                                                       | Clay Tarver (director/screenplay); Tom Mullen, Tim Mullen, Jonathan Goldstein, John Francis Daley (screenplay); John Cena, Lil Rel Howery, Yvonne Orji, Meredith Hagner, Lynn Whitfield, Andrew Bachelor | [ 164 ] |
| A U G U S T       | 27      | He's All That                             | Netflix / Miramax                                                                 | Mark Waters (director); R. Lee Fleming (screenplay); Addison Rae, Tanner Buchanan, Madison Pettis, Rachael Leigh Cook, Peyton Meyer, Matthew Lillard | [ 165 ] |
| A U G U S T       | 27      | No Man of God                             | RLJE Films                                                                        | Amber Sealey (director); C. Robert Cargill (screenplay); Elijah Wood, Luke Kirby, Aleksa Palladino, Robert Patrick | [ 166 ] |
| A U G U S T       | 27      | Rushed                                    | Vertical Entertainment                                                            | Vibeke Muasya (director); Siobhan Fallon Hogan (screenplay), Siobhan Fallon Hogan, Robert Patrick, Jake Weary, Peri Gilpin | [ 167 ] |
| S E P T E M B E R | 2       | Afterlife of the Party                    | Netflix                                                                           | Stephen Herek (director); Carrie Freedle (screenplay); Victoria Justice, Midori Francis, Timothy Renouf, Adam Garcia, Gloria Garcia, Spencer Sutherland | [ 168 ] |
| S E P T E M B E R | 3       | Shang-Chi và huyền thoại Thập Luân        | Marvel Studios                                                                    | Destin Daniel Cretton (director/screenplay); David Callaham, Andrew Lanham (screenplay); Simu Liu, Awkwafina, Meng'er Zhang, Fala Chen, Florian Munteanu, Benedict Wong, Michelle Yeoh, Ben Kingsley, Tony Leung | [ 116 ] |
| S E P T E M B E R | 3       | Cinderella                                | Amazon Studios / Sony Pictures / Fulwell 73                                       | Kay Cannon (director/screenwriter); Camila Cabello, Idina Menzel, Nicholas Galitzine, Minnie Driver, Pierce Brosnan, Billy Porter | [ 169 ] |
| S E P T E M B E R | 3       | Worth                                     | Netflix                                                                           | Sara Colangelo (director); Max Borenstein (screenplay); Michael Keaton, Stanley Tucci, Amy Ryan, Tate Donovan, Shunori Ramanathan, Laura Benanti, Marc Maron |         |
| S E P T E M B E R | 3       | The Gateway                               | Lionsgate                                                                         | Michele Civetta (director/screenplay); Alexander Felix Bendaña, Andrew Levitas (screenplay); Shea Whigham, Olivia Munn, Frank Grillo, Bruce Dern, Keith David |         |
| S E P T E M B E R | 3       | Wild Indian                               | Vertical Entertainment                                                            | Lyle Mitcell Corbine, Jr. (director/screenplay); Michael Greyeyes, Chaske Spencer, Jesse Eisenberg, Kate Bosworth | [ 170 ] |
| S E P T E M B E R | 3       | We Need to Do Something                   | IFC Films                                                                         | Sean King O'Grady (director); Max Booth III (screenwriter); Sierra McCormick, Vinessa Shaw, Pat Healy, Ozzy Osbourne | [ 171 ] |
| S E P T E M B E R | 10      | Kate                                      | Netflix / 87North Productions                                                     | Cedric Nicolas-Troyan (director); Umair Aleem (screenplay); Mary Elizabeth Winstead, Miku Martineau, Woody Harrelson, Tadanobu Asano, Michiel Huisman, Miyavi, Jun Kunimura | [ 172 ] |
| S E P T E M B E R | 10      | Everybody's Talking About Jamie           | Amazon Studios / Regency Enterprises / Film4                                      | Jonathan Butterell (director); Tom MacRae (screenplay); Max Harwood, Sarah Lancashire, Lauren Patel, Shobna Gulati, Ralph Ineson, Adeel Akhtar, Samuel Bottomley, Sharon Horgan, Richard E. Grant | [ 173 ] |
| S E P T E M B E R | 10      | Hiện thân tà ác                           | Warner Bros. Pictures / New Line Cinema / HBO Max                                 | James Wan (director); Akela Cooper (screenplay); Annabelle Wallis, Maddie Hasson, George Young, Michole Briana White, Jacqueline McKenzie | [ 56 ]  |
| S E P T E M B E R | 10      | Queenpins                                 | STXfilms / AGC Studios                                                            | Aron Gaudet, Gita Pullapilly (directors/screenplay); Kristen Bell, Kirby Howell-Baptiste, Paul Walter Hauser, Bebe Rexha, Vince Vaughn | [ 174 ] |
| S E P T E M B E R | 10      | The Card Counter                          | Focus Features                                                                    | Paul Schrader (director/screenplay); Oscar Isaac, Tiffany Haddish, Tye Sheridan, Willem Dafoe | [ 175 ] |
| S E P T E M B E R | 10      | Come from Away                            | Apple TV+ / Entertainment One                                                     | Christopher Ashley (director); Irene Sankoff, David Hein (screenplay); Petrina Bromley, Jenn Colella, De'Lon Grant, Joel Hatch, Tony LePage, Caesar Samayoa, Q. Smith, Astrid Van Wieren, Emily Walton, Jim Walton, Sharon Wheatley, Paul Whitty                                                                                         | [ 176 ] |
| S E P T E M B E R | 10      | The Voyeurs                               | Amazon Studios                                                                    | Michael Mohan (director/screenplay); Sydney Sweeney, Justice Smith, Ben Hardy, Natasha Liu Bordizzo |         |
| S E P T E M B E R | 10      | Small Engine Repair                       | Vertical Entertainment                                                            | John Pollono (director/screenplay); Jon Bernthal, Shea Whigham, Jordana Spiro, John Pollono, Ciara Bravo, Spencer House | [ 177 ] |
| S E P T E M B E R | 10      | Language Lessons                          | Shout! Studios                                                                    | Natalie Morales (director/screenplay), Mark Duplass (screenplay), Natalie Morales, Mark Duplass, Desean Terry | [ 178 ] |
| S E P T E M B E R | 10      | Show Me the Father                        | Affirm Films                                                                      | Rick Altizer (director); Sherman Smith, Tony Evans, Steven Kendrick, Alex Kendrick, Deland McCullough, Jim Daly, Eddie George | [ 179 ] |
| S E P T E M B E R | 10      | Catch the Bullet                          | Lionsgate                                                                         | Michael Feifer (director); Jerry Robbins (screenplay); Jay Pickett, Peter Facinelli, Tom Skerritt | [ 180 ] |
| S E P T E M B E R | 10      | Dating and New York                       | IFC Films                                                                         | Jonah Feingold (director/screenplay); Francesca Reale, Jaboukie Young-White, Catherine Cohen, Brian Muller, Jerry Ferrara | [ 181 ] |
| S E P T E M B E R | 10      | Bad Candy                                 | Dread                                                                             | Scott B. Hansen, Desiree Connell (director/screenplay); Zach Galligan, Derek Russo, Corey Taylor | [ 182 ] |
| S E P T E M B E R | 12      | Generation Wrecks                         | Futuregraph Entertainment                                                         | Kevin T. Morales (director/screenplay); Victoria Leigh, Bridget McGarry (screenplay); Bridget McGarry, Victoria Leigh, Okieriete Onaodowan, Emily Bergl, Heather Matarazzo | [ 183 ] |
| S E P T E M B E R | 15      | My Son                                    | Peacock / STXfilms                                                                | Christian Carion (director/screenplay); Laurie Irrmann (screenplay); James McAvoy, Claire Foy, Gary Lewis, Tom Cullen | [ 184 ] |
| S E P T E M B E R | 15      | Nightbooks                                | Netflix / Ghost House Pictures                                                    | David Yarovesky (director); Mikki Daughtry, Tobias Iaconis (screenplay); Winslow Fegley, Lidya Jewett, Krysten Ritter | [ 185 ] |
| S E P T E M B E R | 17      | The Starling                              | Netflix / Entertainment One                                                       | Theodore Melfi (director); Matt Harris (screenpaly); Melissa McCarthy, Chris O'Dowd, Timothy Olyphant, Daveed Diggs, Skyler Gisondo, Laura Harrier, Rosalind Chao, Loretta Devine, Kevin Kline | [ 168 ] |
| S E P T E M B E R | 17      | The Eyes of Tammy Faye                    | Searchlight Pictures / Freckle Films / MWM Studios                                | Michael Showalter (director); Abe Sylvia (screenplay); Jessica Chastain, Andrew Garfield, Cherry Jones, Vincent D'Onofrio | [ 186 ] |
| S E P T E M B E R | 17      | Cry Macho                                 | Warner Bros. Pictures / Malpaso Productions / HBO Max                             | Clint Eastwood (director); Nick Schenk, N. Richard Nash (screenplay); Clint Eastwood, Dwight Yoakam, Eduardo Minett | [ 187 ] |
| S E P T E M B E R | 17      | Copshop                                   | Open Road Films                                                                   | Joe Carnahan (director/screenplay); Kurt McLeod (screenplay); Gerard Butler, Frank Grillo, Alexis Louder, Toby Huss | [ 188 ] |
| S E P T E M B E R | 17      | Blue Bayou                                | Focus Features / Entertainment One                                                | Justin Chon (director/screenplay); Justin Chon, Alicia Vikander, Mark O'Brien, Linh Dan Pham, Sydney Kowalske, Vondie Curtis-Hall, Emory Cohen |         |
| S E P T E M B E R | 17      | Prisoners of the Ghostland                | RLJE Films                                                                        | Sion Sono (director); Aaron Hendry, Reza Sixo Safai (screenplay); Nicolas Cage, Sofia Boutella, Bill Moseley, Nick Cassavetes, Tak Sakaguchi, Ed Skrein | [ 189 ] |
| S E P T E M B E R | 17      | Best Sellers                              | Screen Media Films                                                                | Lina Roessler (director); Anthony Grieco (screenplay); Michael Caine, Aubrey Plaza, Scott Speedman, Ellen Wong, Veronica Ferres, Cary Elwes | [ 190 ] |
| S E P T E M B E R | 17      | Lady of the Manor                         | Lionsgate                                                                         | Justin Long, Christian Long (directors/screenplay); Melanie Lynskey, Judy Greer, Justin Long, Ryan Phillippe, Luis Guzmán | [ 191 ] |
| S E P T E M B E R | 17      | The Nowhere Inn                           | IFC Films / Topic Studios                                                         | Bill Benz (director); Annie Clark, Carrie Brownstein (screenplay); Annie Clark, Carrie Brownstein, Dakota Johnson | [ 192 ] |
| S E P T E M B E R | 17      | My Name is Pauli Murray                   | Amazon Studios / Participant                                                      | Betsy West, Julie Cohen (director); Talleah Bridges McMahon, Julie Cohen, Betsy West, Cinque Northern (screenplay) | [ 193 ] |
| S E P T E M B E R | 17      | The Killing of Kenneth Chamberlain        | Gravitas Ventures                                                                 | David Midell (director/screenplay); Frankie Faison, Steve O'Connell, Enrico Natale, Ben Marten, LaRoyce Hawkins, Anika Noni Rose | [ 194 ] |
| S E P T E M B E R | 22      | Intrusion                                 | Netflix                                                                           | Adam Salky (director); Chris Sparling (screenplay); Freida Pinto, Logan Marshall-Green, Robert John Burke | [ 195 ] |
| S E P T E M B E R | 24      | Dear Evan Hansen                          | Universal Pictures / Perfect World Pictures                                       | Stephen Chbosky (director); Steven Levenson (screenplay); Ben Platt, Kaitlyn Dever, Amandla Stenberg, Nik Dodani, Colton Ryan, Danny Pino, Julianne Moore, Amy Adams | [ 196 ] |
| S E P T E M B E R | 24      | My Little Pony: A New Generation          | Netflix / Entertainment One                                                       | Robert Cullen, Jose Ucha (directors); Gillian Berrow, Tim Sullivan (screenplay); Vanessa Hudgens, Kimiko Glenn, James Marsden, Sofia Carson, Liza Koshy | [ 197 ] |
| S E P T E M B E R | 24      | The Guilty                                | Netflix / Bold Films / Nine Stories Productions                                   | Antoine Fuqua (director); Nic Pizzolatto (screenplay); Jake Gyllenhaal, Ethan Hawke, Riley Keough, Christina Vidal, Eli Goree, Da'Vine Joy Randolph, Paul Dano, Peter Sarsgaard | [ 168 ] |
| S E P T E M B E R | 24      | Birds of Paradise                         | Amazon Studios                                                                    | Sarah Adina Smith (director/screenplay); Kristine Froseth, Diana Silvers, Jacqueline Bisset, Stav Strashko | [ 198 ] |
| S E P T E M B E R | 30      | After We Fell                             | Voltage Pictures                                                                  | Castille Landon (director); Sharon Soboil (screenplay); Josephine Langford, Hero Fiennes Tiffin, Louise Lombard, Rob Estes, Arielle Kebbel, Chance Perdomo, Frances Turner, Kiana Madeira, Carter Jenkins, Stephen Moyer, Mira Sorvino                                                                                                   | [ 199 ] |

## Qua đời
| Month     | Date              | Name                   | Age       | Nationality           | Profession                                      | Films                                                |
| --------- | ----------------- | ---------------------- | --------- | --------------------- | ----------------------------------------------- | ---------------------------------------------------- |
| January   | 1                 | Mark Eden              | 92        | English               | Actor                                           | The L-Shaped Room Heavens Above!                     |
| January   | 3                 | Barbara Shelley        | 88        | English               | Actress                                         | Dracula: Prince of Darkness The Gorgon               |
| January   | 4                 | Tanya Roberts          | 65        | American              | Actress                                         | Sheena A View to a Kill                              |
| January   | 4                 | Gregory Sierra         | 83        | American              | Actor                                           | Papillon The Towering Inferno                        |
| January   | 4                 | Karl-Heinz Vosgerau    | 93        | German                | Actor                                           | The Man in Pyjamas The Roaring Fifties               |
| January   | 5                 | James Greene           | 89        | Northern Irish        | Actor                                           | Brothers of the Head Empire of the Sun               |
| January   | 5                 | John Richardson        | 86        | English               | Actor                                           | She One Million Years B.C.                           |
| January   | 6                 | Antonio Sabàto Sr.     | 77        | Italian-American      | Actor                                           | One Dollar Too Many Shoot Twice                      |
| January   | 7                 | Michael Apted          | 79        | English               | Director, Producer                              | Coal Miner's Daughter Nell                           |
| January   | 7                 | Thomas Gumpert         | 68        | German                | Actor                                           | Lotte in Weimar Coming Out                           |
| January   | 7                 | Marion Ramsey          | 73        | American              | Actress, Singer                                 | Police Academy Return to Babylon                     |
| January   | 8                 | Steve Carver           | 75        | American              | Director                                        | An Eye for an Eye Lone Wolf McQuade                  |
| January   | 8                 | Mike Henry             | 84        | American              | Actor                                           | Smokey and the Bandit The Green Berets               |
| January   | 8                 | Diana Millay           | 85        | American              | Actress                                         | Street of Sinners Night of Dark Shadows              |
| January   | 9                 | John Reilly            | 86        | American              | Actor                                           | Deal of the Century Touch and Go                     |
| January   | 11                | Tord Peterson          | 94        | Swedish               | Actor                                           | Grisjakten Echoes from the Dead                      |
| January   | 11                | Stacy Title            | 56        | American              | Director                                        | The Last Supper The Bye Bye Man                      |
| January   | 14                | Peter Mark Richman     | 93        | American              | Actor                                           | The Black Orchid Friendly Persuasion                 |
| January   | 15                | Dale Baer              | 70        | American              | Animator                                        | The Lion King Who Framed Roger Rabbit                |
| January   | 16                | Charlotte Cornwell     | 71        | English               | Actress                                         | The Saint White Hunter Black Heart                   |
| January   | 17                | Jacques Bral           | 72        | French                | Director, Screenwriter                          | Street of No Return Black Really Suits You           |
| January   | 18                | Jean-Pierre Bacri      | 69        | French                | Actor, Screenwriter                             | Subway Smoking/No Smoking                            |
| January   | 18                | Perry Botkin Jr.       | 87        | American              | Composer                                        | Skyjacked Tarzan, the Ape Man                        |
| January   | 18                | Juan Carlos Tabío      | 77        | Cuban                 | Director, Screenwriter                          | Strawberry and Chocolate 7 Days in Havana            |
| January   | 20                | Mira Furlan            | 65        | Croatian              | Actress                                         | The Abandoned With Mum                               |
| January   | 21                | Nathalie Delon         | 79        | French                | Actress                                         | Le Samouraï Bluebeard                                |
| January   | 21                | Rémy Julienne          | 90        | French                | Stuntman                                        | The Italian Job Violent City                         |
| January   | 23                | Walter Bernstein       | 101       | American              | Screenwriter, Director                          | The Front Paris Blues                                |
| January   | 23                | Tony Ferrer            | 86        | Filipino              | Actor                                           | Blind Rage The Vengeance of Fu Manchu                |
| January   | 23                | Alberto Grimaldi       | 95        | Italian               | Producer                                        | Gangs of New York Last Tango in Paris                |
| January   | 23                | Hal Holbrook           | 95        | American              | Actor                                           | Into the Wild All the President's Men                |
| January   | 23                | Trisha Noble           | 76        | Australian            | Actress, Singer                                 | Carry On Camping The Private Eyes                    |
| January   | 23                | Sumiko Sakamoto        | 84        | Japanese              | Actress, Singer                                 | The Ballad of Narayama The Pornographers             |
| January   | 24                | Bruce Kirby            | 95        | American              | Actor                                           | Crash Stand by Me                                    |
| January   | 24                | Gunnel Lindblom        | 89        | Swedish               | Actress                                         | The Virgin Spring The Seventh Seal                   |
| January   | 27                | Cloris Leachman        | 94        | American              | Actress                                         | Young Frankenstein The Last Picture Show             |
| January   | 28                | Vasily Lanovoy         | 87        | Russian               | Actor                                           | Soldiers of Freedom The Three Musketeers             |
| January   | 28                | Cicely Tyson           | 96        | American              | Actress                                         | Sounder The Help                                     |
| January   | 29                | Jeremy Lubbock         | 89        | English               | Composer                                        | Any Man's Death Dear God                             |
| January   | 30                | Allan Burns            | 85        | American              | Screenwriter, Producer                          | A Little Romance Just the Way You Are                |
| February  | 1                 | Jonas Gricius          | 92        | Lithuanian            | Cinematographer                                 | Hamlet The Blue Bird                                 |
| February  | 1                 | Robert C. Jones        | 84        | American              | Film Editor, Screenwriter                       | Coming Home Bound for Glory                          |
| February  | 3                 | Haya Harareet          | 89        | Israeli               | Actress                                         | Ben-Hur The Interns                                  |
| February  | 5                 | Isa Bellini            | 98        | Italian               | Actress, Singer                                 | Love and Anarchy The Happy Ghost                     |
| February  | 5                 | Christopher Plummer    | 91        | Canadian              | Actor                                           | Beginners The Sound of Music                         |
| February  | 7                 | Giuseppe Rotunno       | 97        | Italian               | Cinematographer                                 | All That Jazz The Leopard                            |
| February  | 7                 | Moufida Tlatli         | 73        | Tunisian              | Director, Film Editor                           | The Season of Men Sama                               |
| February  | 8                 | Jean-Claude Carrière   | 89        | French                | Screenwriter, Actor                             | Belle de Jour Taking Off                             |
| February  | 9                 | John Hora              | 80        | American              | Cinematographer                                 | Gremlins The Howling                                 |
| February  | 11                | Joan Weldon            | 90        | American              | Actress, Singer                                 | Them! Day of the Badman                              |
| February  | 12                | Antonio Giménez-Rico   | 82        | Spanish               | Director, Screenwriter                          | Family Portrait The Disputed Vote of Mr. Cayo        |
| February  | 12                | Christopher Pennock    | 76        | American              | Actor                                           | Night of Dark Shadows Frances                        |
| February  | 12                | Lynn Stalmaster        | 93        | American              | Casting Director                                | Judgment at Nuremberg Superman                       |
| February  | 15                | Sandro Dori            | 82        | Italian               | Actor                                           | Be Sick... It's Free Brancaleone at the Crusades     |
| February  | 15                | Lucía Guilmáin         | 83        | Mexican               | Actress                                         | Length of War Darker Than Night                      |
| February  | 17                | Martha Stewart         | 98        | American              | Actress, Singer                                 | Are You with It? In a Lonely Place                   |
| February  | 18                | Alan Curtis            | 90        | English               | Actor                                           | Carry On Henry Carry On Abroad                       |
| February  | 18                | Andrey Myagkov         | 82        | Russian               | Actor                                           | The Brothers Karamazov Vertical Race                 |
| February  | 22                | Giancarlo Santi        | 81        | Italian               | Director                                        | The Grand Duel Quando c'era lui... caro lei!         |
| February  | 24                | Alan Robert Murray     | 66        | American              | Sound Editor                                    | Letters from Iwo Jima American Sniper                |
| February  | 24                | Ronald Pickup          | 80        | English               | Actor                                           | The Mission Darkest Hour                             |
| February  | 27                | Ng Man-tat             | 70        | Hong Kongese          | Actor                                           | Shaolin Soccer A Moment of Romance                   |
| March     | 1                 | Enrique San Francisco  | 65        | Spanish               | Actor                                           | Navajeros Colegas                                    |
| March     | 2                 | Gil Rogers             | 87        | American              | Actor                                           | The Children Eddie Macon's Run                       |
| March     | 3                 | Katharina Matz         | 85        | German                | Actress                                         | The Man Who Sold Himself The Wonderful Years         |
| March     | 3                 | Nicola Pagett          | 75        | Egyptian-English      | Actress                                         | Anne of the Thousand Days The Viking Queen           |
| March     | 4                 | Tony Hendra            | 79        | English               | Screenwriter                                    | The Missing Link The Great White Hype                |
| March     | 6                 | David Bailie           | 83        | South African         | Actor                                           | Pirates of the Caribbean The Timber                  |
| March     | 8                 | Leon Gast              | 85        | American              | Documentarian                                   | When We Were Kings Smash His Camera                  |
| March     | 8                 | Trevor Peacock         | 89        | English               | Actor                                           | Hamlet Quartet                                       |
| March     | 9                 | Isela Vega             | 81        | Mexican               | Actress                                         | Bring Me the Head of Alfredo Garcia Barbarosa        |
| March     | 11                | Isidore Mankofsky      | 89        | American              | Cinematographer                                 | The Muppet Movie Skin Deep                           |
| March     | 11                | Peter Patzak           | 76        | Austrian              | Director, Screenwriter                          | The Unicorn Tramps                                   |
| March     | 11                | Norman J. Warren       | 78        | English               | Director                                        | Satan's Slave Terror                                 |
| March     | 14                | Henry Darrow           | 87        | American              | Actor                                           | The Hitcher Runaway Jury                             |
| March     | 15                | Yaphet Kotto           | 81        | American              | Actor                                           | Live and Let Die Alien                               |
| March     | 17                | Antón García Abril     | 87        | Spanish               | Composer                                        | Texas, Adios Pancho Villa                            |
| March     | 18                | Richard Gilliland      | 71        | American              | Actor                                           | Bug Star Kid                                         |
| March     | 22                | Susana Canales         | 87        | Spanish               | Actress                                         | Black Sky John Paul Jones                            |
| March     | 22                | Pierick Houdy          | 92        | French                | Composer                                        | License to Kill Vincent and Me                       |
| March     | 22                | May Wynn               | 93        | American              | Actress                                         | The Caine Mutiny The White Squaw                     |
| March     | 23                | George Segal           | 87        | American              | Actor                                           | Who's Afraid of Virginia Woolf? A Touch of Class     |
| March     | 24                | Craig Grant            | 52        | American              | Actor                                           | No Sudden Move Bamboozled                            |
| March     | 24                | Kunie Tanaka           | 88        | Japanese              | Actor                                           | Kwaidan Sanjuro                                      |
| March     | 24                | Jessica Walter         | 80        | American              | Actress                                         | Grand Prix Play Misty for Me                         |
| March     | 25                | Larry McMurtry         | 84        | American              | Screenwriter                                    | The Last Picture Show Brokeback Mountain             |
| March     | 25                | Bertrand Tavernier     | 79        | French                | Director, Screenwriter                          | Round Midnight Death Watch                           |
| April     | 1                 | Lee Aaker              | 77        | American              | Actor                                           | Jeopardy Hondo                                       |
| April     | 1                 | Biff McGuire           | 94        | American              | Actor                                           | Serpico The Thomas Crown Affair                      |
| April     | 3                 | Lois de Banzie         | 90        | Scottish-American     | Actress                                         | Annie Sister Act                                     |
| April     | 3                 | Gloria Henry           | 98        | American              | Actress                                         | Miss Grant Takes Richmond Rancho Notorious           |
| April     | 3                 | John Paragon           | 66        | American              | Actor, Writer, Director                         | Pee-wee's Big Adventure UHF                          |
| April     | 4                 | Zygmunt Malanowicz     | 83        | Polish                | Actor                                           | Knife in the Water Landscape After the Battle        |
| April     | 5                 | Robert Fletcher        | 98        | American              | Costume Designer                                | Star Trek: The Motion Picture Fright Night           |
| April     | 5                 | Paul Ritter            | 54        | English               | Actor                                           | Quantum of Solace The Eagle                          |
| April     | 6                 | Walter Olkewicz        | 72        | American              | Actor                                           | Twin Peaks: Fire Walk with Me 1941                   |
| April     | 7                 | James Hampton          | 84        | American              | Actor                                           | The Longest Yard Teen Wolf                           |
| April     | 8                 | Richard Rush           | 91        | American              | Director, Screenwriter                          | The Stunt Man Color of Night                         |
| April     | 9                 | Earl "DMX" Simmons     | 50        | American              | Actor, Singer                                   | Romeo Must Die Exit Wounds                           |
| April     | 9                 | Arthur Cox             | 87        | Northern Irish        | Actor                                           | Sweeney 2 Christmas Carol: The Movie                 |
| April     | 11                | Giannetto De Rossi     | 78        | Italian               | Make-Up Artist                                  | The Beyond Dune                                      |
| April     | 11                | Enzo Sciotti           | 76        | Italian               | Poster Artist                                   | The Beyond Demons                                    |
| April     | 11                | Joseph Siravo          | 66        | American              | Actor                                           | Carlito's Way The Report                             |
| April     | 12                | André Maranne          | 94        | French                | Actor                                           | The Pink Panther Battle of Britain                   |
| April     | 16                | Helen McCrory          | 52        | English               | Actress                                         | Harry Potter Hugo                                    |
| April     | 16                | Anthony Powell         | 85        | English               | Costume Designer                                | Travels with My Aunt Death on the Nile               |
| April     | 16                | Felix Silla            | 84        | Italian-American      | Stuntman, Actor                                 | Return of the Jedi Little Cigars                     |
| April     | 16                | Mari Törőcsik          | 85        | Hungarian             | Actress                                         | Music Box Sunshine                                   |
| April     | 20                | Monte Hellman          | 91        | American              | Director, Screenwriter, Producer                | The Shooting Ride in the Whirlwind                   |
| April     | 21                | Thomas Fritsch         | 77        | German                | Actor                                           | Legend of a Gunfighter Uncle Tom's Cabin             |
| April     | 22                | Charles Fries          | 92        | American              | Producer, Executive                             | Cat People Out of Bounds                             |
| April     | 24                | Yves Rénier            | 78        | French                | Actor, Director                                 | Peppermint Soda Frantic                              |
| April     | 29                | Johnny Crawford        | 75        | American              | Actor, Singer                                   | Indian Paint Village of the Giants                   |
| April     | 29                | Billie Hayes           | 96        | American              | Actress                                         | Li'l Abner Pufnstuf                                  |
| April     | 29                | Frank McRae            | 80        | American              | Actor                                           | Licence to Kill Lock Up                              |
| May       | 1                 | Olympia Dukakis        | 89        | American              | Actress                                         | Moonstruck Steel Magnolias                           |
| May       | 1                 | Willy Kurant           | 87        | Belgian               | Cinematographer                                 | China Moon Under the Sun of Satan                    |
| May       | 2                 | Jacques d'Amboise      | 86        | American              | Choreographer, Actor                            | Seven Brides for Seven Brothers Carousel             |
| May       | 7                 | Tawny Kitaen           | 59        | American              | Actress                                         | Bachelor Party Witchboard                            |
| May       | 8                 | Graeme Ferguson        | 91        | Canadian              | Producer, Cinematographer                       | Hubble 3D A Beautiful Planet                         |
| May       | 9                 | Neil Connery           | 83        | Scottish              | Actor                                           | O.K. Connery The Body Stealers                       |
| May       | 11                | Norman Lloyd           | 106       | American              | Actor                                           | Dead Poets Society Saboteur                          |
| May       | 11                | Buddy Van Horn         | 92        | American              | Stunt Coordinator, Director                     | The Dead Pool Pink Cadillac                          |
| May       | 15                | Roy Scammell           | 88        | English               | Stuntman, Actor                                 | Alien Willow                                         |
| May       | 18                | Charles Grodin         | 86        | American              | Actor                                           | Midnight Run Beethoven                               |
| May       | 19                | Paul Mooney            | 79        | American              | Actor                                           | Bamboozled The Buddy Holly Story                     |
| May       | 24                | Desiree Gould          | 76        | American              | Actress                                         | Sleepaway Camp Tales of Poe                          |
| May       | 24                | Robert Green Hall      | 47        | American              | Make-Up Artist                                  | Body Snatchers Secretary                             |
| May       | 24                | Samuel E. Wright       | 74        | American              | Actor, Singer                                   | The Little Mermaid Bird                              |
| May       | 26                | Isabella De Bernardi   | 57        | Italian               | Actress                                         | Fun Is Beautiful Talcum Powder                       |
| May       | 26                | Jerome Hellman         | 92        | American              | Producer                                        | Midnight Cowboy Coming Home                          |
| May       | 26                | Paul Soles             | 90        | Canadian              | Actor                                           | The Score The Incredible Hulk                        |
| May       | 27                | Shane Briant           | 74        | English               | Actor                                           | Lady Chatterley's Lover The Mackintosh Man           |
| May       | 29                | Gavin MacLeod          | 90        | American              | Actor                                           | Operation Petticoat The Sand Pebbles                 |
| May       | 31                | Peter Del Monte        | 77        | Italian               | Director, Screenwriter                          | Traveling Companion Etoile                           |
| May       | 31                | Arlene Golonka         | 85        | American              | Actress                                         | Hang 'Em High The In-Laws                            |
| June      | 3                 | Damaris Hayman         | 91        | English               | Actress                                         | Full Circle The Pink Panther Strikes Again           |
| June      | 3                 | Ernie Lively           | 74        | American              | Actor                                           | Turner & Hooch Passenger 57                          |
| June      | 4                 | Clarence Williams III  | 81        | American              | Actor                                           | Purple Rain The Legend of 1900                       |
| June      | 5                 | Paulo Thiago           | 75        | Brazilian             | Director, Screenwriter                          | Sagarana: The Duel The Long Haul                     |
| June      | 7                 | Ben Roberts            | 70        | Welsh                 | Actor                                           | Another Year Jane Eyre                               |
| June      | 9                 | Cynthia Hargrave       | 64        | American              | Producer                                        | Bottle Rocket Hurricane Streets                      |
| June      | 9                 | Libuše Šafránková      | 68        | Czech                 | Actress                                         | My Sweet Little Village Kolya                        |
| June      | 10                | Joyce MacKenzie        | 95        | American              | Actress                                         | Tarzan and the She-Devil Rails Into Laramie          |
| June      | 11                | John Gabriel           | 90        | American              | Actor                                           | El Dorado South Pacific                              |
| June      | 11                | Kay Hawtrey            | 94        | Canadian              | Actress                                         | Videodrome Dirty Work                                |
| June      | 12                | Dennis Berry           | 76        | American-French       | Actor, Director                                 | La Collectionneuse Borsalino                         |
| June      | 13                | Ned Beatty             | 83        | American              | Actor                                           | Superman Toy Story 3                                 |
| June      | 13                | David Lightfoot        | 61        | Australian            | Producer                                        | Wolf Creek Rogue                                     |
| June      | 14                | Lisa Banes             | 65        | American              | Actress                                         | Cocktail Gone Girl                                   |
| June      | 16                | Frank Bonner           | 79        | American              | Actor                                           | You Can't Hurry Love Equinox                         |
| June      | 16                | Allen Midgette         | 82        | American              | Actor                                           | La commare secca Before the Revolution               |
| June      | 20                | Joanne Linville        | 93        | American              | Actress                                         | Scorpio A Star Is Born                               |
| June      | 21                | Nina Divíšková         | 84        | Czech                 | Actress                                         | Morgiana Wild Flowers                                |
| June      | 22                | Antonio Salines        | 84        | Italian               | Actor                                           | Senso '45 Happy as Lazzaro                           |
| June      | 23                | Clare Peploe           | 79        | English-Italian       | Screenwriter, Director                          | Zabriskie Point Besieged                             |
| June      | 23                | Robert Sacchi          | 89        | American              | Actor                                           | The Man with Bogart's Face Die Hard 2                |
| June      | 25                | Olga Barnet            | 69        | Russian               | Actress                                         | Solaris The Flight of Mr. McKinley                   |
| June      | 25                | John Erman             | 85        | American              | Actor, Director                                 | The Benny Goodman Story Stella                       |
| June      | 26                | John Langley           | 78        | American              | Producer                                        | Brooklyn's Finest Leaves of Grass                    |
| June      | 27                | Alison Greenspan       | 48        | American              | Producer                                        | The Lucky One If I Stay                              |
| June      | 29                | Stuart Damon           | 84        | American              | Actor                                           | Young Doctors in Love Star 80                        |
| July      | 4                 | Luminița Gheorghiu     | 71        | Romanian              | Actress                                         | Aferim! 4 Months, 3 Weeks and 2 Days                 |
| July      | 5                 | Raffaella Carrà        | 78        | Italian               | Actress, Singer                                 | The Organizer Von Ryan's Express                     |
| July      | 5                 | Richard Donner         | 91        | American              | Director, Producer                              | Superman Lethal Weapon                               |
| July      | 5                 | Vladimir Menshov       | 81        | Russian               | Director, Actor                                 | Moscow Does Not Believe in Tears Möbius              |
| July      | 5                 | William Smith          | 88        | American              | Actor                                           | Conan the Barbarian Red Dawn                         |
| July      | 6                 | Suzzanne Douglas       | 64        | American              | Actress                                         | School of Rock Jason's Lyric                         |
| July      | 7                 | Robert Downey Sr.      | 85        | American              | Director, Screenwriter, Actor                   | Putney Swope To Live and Die in L.A.                 |
| July      | 7                 | Chick Vennera          | 74        | American              | Actor                                           | Yanks The Milagro Beanfield War                      |
| July      | 7                 | Dilip Kumar            | 98        | Indian                | Actor                                           | Naya Daur [ cần định hướng ] Mughal-e-Azam           |
| July      | 11                | Charlie Robinson       | 75        | American              | Actor                                           | The Black Gestapo Set It Off                         |
| July      | 15                | Libero De Rienzo       | 44        | Italian               | Actor                                           | I Can Quit Whenever I Want Fort Apache Napoli        |
| July      | 17                | Pilar Bardem           | 82        | Spanish               | Actress                                         | Nobody Will Speak of Us When We're Dead Variety      |
| July      | 17                | Jacqueline Sassard     | 81        | French                | Actress                                         | Estate Violenta Accident                             |
| July      | 20                | Françoise Arnoul       | 90        | French                | Actress                                         | Forbidden Fruit French Cancan                        |
| July      | 23                | John Cornell           | 80        | Australian            | Screenwriter, Producer, Director                | Crocodile Dundee Almost an Angel                     |
| July      | 24                | Herbert Köfer          | 100       | German                | Actor                                           | Hands Up or I'll Shoot Tecumseh                      |
| July      | 24                | Jackie Mason           | 93        | American              | Actor                                           | The Jerk Caddyshack II                               |
| July      | 25                | Doug Falconer          | 69        | Canadian-American     | Producer                                        | The Warrior's Way Forsaken                           |
| July      | 26                | Rick Aiello            | 65        | American              | Actor                                           | Do the Right Thing Jungle Fever                      |
| July      | 27                | Saginaw Grant          | 85        | American              | Actor                                           | The Lone Ranger The Ridiculous 6                     |
| July      | 27                | Jean-François Stévenin | 77        | French                | Actor, Director, Screenwriter                   | Brotherhood of the Wolf Cold Moon                    |
| July      | 28                | Barbara Połomska       | 87        | Polish                | Actress                                         | Eroica The Eighth Day of the Week                    |
| July      | 30                | Jack Couffer           | 96        | American              | Cinematographer, 2nd Unit Director              | Jonathan Livingston Seagull Out of Africa            |
| July      | 31                | Alvin Ing              | 89        | American              | Actor, Singer                                   | The Gambler Stir Crazy                               |
| July      | 31                | Mark Tarlov            | 69        | American              | Producer                                        | Christine Copycat                                    |
| August    | 3                 | Jean Hale              | 82        | American              | Actress                                         | In Like Flint The St. Valentine's Day Massacre       |
| August    | 3                 | Jørgen Langhelle       | 55        | Norwegian             | Actor                                           | Hold My Heart The Thing                              |
| August    | 7                 | Brad Allan             | 48        | Australian            | Stuntman, Stunt Coordinator                     | Rush Hour 2 Hellboy II: The Golden Army              |
| August    | 7                 | Markie Post            | 70        | American              | Actress                                         | There's Something About Mary Cook Off!               |
| August    | 7                 | Jane Withers           | 95        | American              | Actress                                         | Giant Captain Newman, M.D.                           |
| August    | 9                 | Alex Cord              | 88        | American              | Actor                                           | Stagecoach The Brotherhood                           |
| August    | 9                 | Pat Hitchcock          | 93        | English-American      | Actress                                         | Strangers on a Train Psycho                          |
| August    | 9                 | Ken Hutchison          | 72        | Scottish              | Actor                                           | Straw Dogs All Quiet on the Western Front            |
| August    | 10                | Dilys Watling          | 78        | English               | Actress                                         | Calculated Risk Two Left Feet                        |
| August    | 11                | Peter Fleischmann      | 84        | German                | Director, Screenwriter, Producer                | Weak Spot Exploits of a Young Don Juan               |
| August    | 12                | Una Stubbs             | 84        | English               | Actress                                         | Summer Holiday Golden Years                          |
| August    | 14                | Piera Degli Esposti    | 83        | Italian               | Actress, Screenwriter                           | Il Divo My Mother's Smile                            |
| August    | 15                | Gianfranco D'Angelo    | 84        | Italian               | Actor                                           | La liceale Taxi Girl                                 |
| August    | 17                | Rock Demers            | 87        | Canadian              | Producer                                        | The Peanut Butter Solution Vincent and Me            |
| August    | 19                | Sonny Chiba            | 82        | Japanese              | Actor                                           | The Street Fighter Kill Bill: Volume 1               |
| August    | 19                | Li Hsing               | 91        | Taiwanese             | Director, Producer                              | Execution in Autumn The Personals                    |
| August    | 23                | Brick Bronsky          | 57        | American              | Actor                                           | Sgt. Kabukiman N.Y.P.D. The Quest                    |
| August    | 23                | Michael Nader          | 76        | American              | Actor                                           | Beach Blanket Bingo Fled                             |
| August    | 23                | Rosita Quintana        | 96        | Argentine-Mexican     | Actress, Singer                                 | Susana Women Who Work                                |
| August    | 25                | Zdenka Procházková     | 95        | Czech                 | Actress                                         | The Fifth Horseman Is Fear The Devil's Mistress      |
| August    | 26                | Sompote Sands          | 80        | Thai                  | Director                                        | Crocodile Phra Rod Meree                             |
| August    | 29                | Ed Asner               | 91        | American              | Actor                                           | Up Elf                                               |
| August    | 29                | Peggy Farrell          | 89        | American              | Costume Designer                                | The Sentinel Gloria                                  |
| August    | 31                | Michael Constantine    | 94        | American              | Actor                                           | My Big Fat Greek Wedding The Hustler                 |
| August    | 31                | Ferhan Şensoy          | 70        | Turkish               | Actor                                           | When Luck Breaks the Door Pardon                     |
| September | 2                 | Mikis Theodorakis      | 96        | Greek                 | Composer                                        | Zorba the Greek Serpico                              |
| September | 4                 | Mort Ransen            | 88        | Canadian              | Director, Writer, Producer                      | Margaret's Museum Bayo                               |
| September | 5                 | Sarah Harding          | 39        | English               | Actress, Singer                                 | Bad Day St Trinian's 2: The Legend of Fritton's Gold |
| September | 5                 | Ion Caramitru          | 79        | Romanian              | Actor                                           | Amen. Charlie Countryman                             |
| September | 5                 | Tony Selby             | 83        | English               | Actor                                           | Witchfinder General Cockneys vs Zombies              |
| September | 6                 | Jean-Paul Belmondo     | 88        | French                | Actor                                           | Breathless Borsalino                                 |
| September | 6                 | Nino Castelnuovo       | 84        | Italian               | Actor                                           | Rocco and His Brothers The Umbrellas of Cherbourg    |
| September | 6                 | Anthony Johnson        | 56        | American              | Actor                                           | Friday House Party                                   |
| September | 6                 | Michael K. Williams    | 54        | American              | Actor                                           | 12 Years a Slave Gone Baby Gone                      |
| September | 7                 | Eiichi Yamamoto        | 80        | Japanese              | Director, Writer                                | Belladonna of Sadness Space Battleship Yamato        |
| September | 8                 | Franco Graziosi        | 92        | Italian               | Actor                                           | Duck, You Sucker! The Great Beauty                   |
| September | 8                 | Art Metrano            | 84        | American              | Actor                                           | Teachers Going Ape!                                  |
| September | 9                 | Jon Gregory            | 77        | English               | Film Editor                                     | Three Billboards Outside Ebbing, Missouri In Bruges  |
| September | 11                | Gloria Warren          | 95        | American              | Actress, Singer                                 | Cinderella Swings It Bells of San Fernando           |
| September | 12                | Fran Bennett           | 84        | American              | Actress                                         | Wes Craven's New Nightmare Foxfire                   |
| September | 12                | Ben Best               | 46        | American              | Actor, Writer                                   | The Foot Fist Way Superbad                           |
| September | 12                | Sondra James           | 82        | American              | Actress, Voice Caster                           | The Sixth Sense Joker                                |
| September | 13                | Don Collier            | 92        | American              | Actor                                           | The War Wagon The Undefeated                         |
| September | 14                | Norm Macdonald         | 61        | Canadian              | Actor                                           | Billy Madison Klaus                                  |
| September | 15                | Marthe Mercadier       | 92        | French                | Actress                                         | Act of Love Mädchen in Uniform                       |
| September | 16                | Jane Powell            | 92        | American              | Actress, Singer                                 | Seven Brides for Seven Brothers Royal Wedding        |
| September | 17                | Basil Hoffman          | 83        | American              | Actor                                           | Ordinary People My Favorite Year                     |
| September | 18                | Mario Camus            | 86        | Spanish               | Director, Screenwriter                          | The Wind's Fierce Werther                            |
| September | 21                | Willie Garson          | 57        | American              | Actor                                           | Sex and the City There's Something About Mary        |
| September | 21                | Melvin Van Peebles     | 89        | American              | Director, Actor, Screenwriter                   | Sweet Sweetback's Baadasssss Song Watermelon Man     |
| September | 22                | Roger Michell          | 65        | South African-English | Director                                        | Notting Hill Venus                                   |
| September | 26                | Kjersti Holmen         | 65        | Norwegian             | Actress                                         | Orion's Belt Max Manus: Man of War                   |
| September | 27                | Heinz Lieven           | 93        | German                | Actor                                           | This Must Be the Place Remember                      |
| September | 28                | Tommy Kirk             | 79        | American              | Actor                                           | Old Yeller The Shaggy Dog                            |
| September | 30                | Ravil Isyanov          | 59        | Russian               | Actor                                           | K-19: The Widowmaker Defiance                        |
| October   |                   |                        |           |                       |                                                 |                                                      |
| 2         | Herta Staal       | 91                     | Austrian  | Actress               | Girl with a Future The Bath in the Barn         |                                                      |
| 3         | Cynthia Harris    | 87                     | American  | Actress               | Isadora Three Men and a Baby                    |                                                      |
| 3         | Tomas Norström    | 65                     | Swedish   | Actor                 | The Hunters The White Viking                    |                                                      |
| 3         | Marc Pilcher      | 53                     | English   | Make-Up Artist        | Mary Queen of Scots Solo: A Star Wars Story     |                                                      |
| 8         | Chang Yung-hsiang | 91                     | Taiwanese | Screenwriter          | Execution in Autumn If I Were for Real          |                                                      |
| 10        | Luis de Pablo     | 91                     | Spanish   | Composer              | The Hunt The Spirit of the Beehive              |                                                      |
| 11        | Elio Pandolfi     | 95                     | Italian   | Actor                 | Totò lascia o raddoppia? For a Few Dollars Less |                                                      |